# Wehrmacht

Vorschriften – Die Pflichten des deutschen Soldaten, Mai 1934 und andere

Die Wehrmacht bezeichnete in der Zeit des Nationalsozialismus ab März 1935 die Gesamtheit der deutschen Streitkräfte. Sie ging aus der Reichswehr der Weimarer Republik hervor. Auf die Umbenennung der Reichswehr in Wehrmacht, die mit der Wiedereinführung der Wehrpflicht und dem Gesetz für den Aufbau der Wehrmacht begann, folgten Umbenennungen der beiden Teilstreitkräfte Reichsheer in Heer und Reichsmarine in Kriegsmarine. Zugleich wurde als dritte Teilstreitkraft die Luftwaffe gegründet.
Die Auflösung der Wehrmacht wurde am 20. September 1945 durch die Proklamation Nr. 2 des Alliierten Kontrollrats angeordnet und durch das Kontrollratsgesetz Nr. 34 vom 20. August 1946 geregelt.
Erst ab 1952 kam es in Deutschland zur Wiederbewaffnung nach dem Zweiten Weltkrieg, und zwar 1952 mit der Kasernierten Volkspolizei in der DDR, 1955 mit der Gründung der Bundeswehr in Westdeutschland und 1956 mit der Gründung der Nationalen Volksarmee in der DDR.

## Name und Begriff
Ursprünglich war „Wehrmacht“ ein anderes Wort für Streitmacht und tauchte zum Beispiel in der Reichsverfassung von 1849 für das deutsche Militär auf:
(2) Die Bemannung der Kriegsflotte bildet einen Teil der deutschen Wehrmacht. Sie ist unabhängig von der Landmacht.
Auch die Streitkräfte anderer Staaten wurden als Wehrmacht bezeichnet, wie die „italienische Wehrmacht“ oder die „englische Wehrmacht“. In der Zeit des Nationalsozialismus wurden die Ausdrücke Reichswehr und Reichsmarine (ab 1935) nicht mehr offiziell verwendet, weil sie an die Zeit der demokratischen Weimarer Republik erinnerten. Von 1936 bis 1944 gab es eine vom Oberkommando der Wehrmacht (OKW) herausgegebene Zeitschrift mit dem Namen Die Wehrmacht.
Auch die deutsche Bundeswehr wurde anfänglich als „neue Wehrmacht“ bezeichnet. Zum Beispiel skizzierte am 12. November 1955 Verteidigungsminister Theodor Blank zur Gründung der Bundeswehr das politische Profil einer „neuen Wehrmacht“. Bis in die 1970er-Jahre oder darüber hinaus wurde der Ausdruck noch allgemein für Streitkräfte oder die deutschen Streitkräfte verwendet. Schließlich verengte sich die Bedeutung von „Wehrmacht“ jedoch auf die Streitkräfte des nationalsozialistischen Deutschlands.

## Geschichte

### Geschichtliche Grundlagen
Nach der Niederlage des Kaiserreiches im Ersten Weltkrieg beschränkten Frankreich, Großbritannien und die USA im Versailler Vertrag (den die deutsche Delegation nach ultimativer Aufforderung unter Protest am 28. Juni 1919 unterzeichnete) die zulässige Truppenstärke des deutschen Reichsheeres auf 100.000 Mann (plus 15.000 Mann Marine). Schwere Artillerie und Panzer waren ebenso verboten wie Luftstreitkräfte sowie ein Generalstab. Darüber hinaus verhängten sie ein Forschungsverbot über chemische Waffen. Unter diesen Auflagen wurde am 23. März 1921 die Reichswehr gegründet. Darin war der Anteil der Soldaten, die als Offizier oder Unteroffizier dienten, im Verhältnis zu den Mannschaftsdienstgraden extrem hoch. So war es später möglich, innerhalb weniger Jahre die Armee personell um ein Vielfaches zu vergrößern.
Unter dem Eindruck der Ruhrbesetzung durch französisches Militär (Januar bis September 1923), bei der die Reichswehr faktisch wehrlos war, gab General Hans von Seeckt einen geheimen detaillierten Aufrüstungsplan in Auftrag. Dieser formulierte das Ziel, ein „Großes Heer“ mit einer Kriegsstärke von 2,8 bis 3 Millionen Mann aufzubauen. Nach der nationalsozialistischen Machtergreifung begann das NS-Regime mit der Aufrüstung der Wehrmacht und führte mit dem Wehrgesetz vom 21. Mai 1935 die allgemeine Wehrpflicht wieder ein. Ein Heer dieser Stärke stand im Spätsommer 1939 für den Überfall auf Polen bereit. Aus den zehn Divisionen des 100.000-Mann-Heeres waren 102 Divisionen geworden, genau die Planzahl von 1925 und 600.000 Mann mehr als die Stärke des kaiserlichen Heeres von 1914. Dieser Plan von 1925 zeigt, dass aus Sicht der Generalität (über die Landesverteidigung hinaus) ein Bedrohungspotential aufgebaut werden sollte, das eine deutsche Hegemonie auf dem europäischen Kontinent ermöglichen sollte und auch einen Revanchekrieg möglich gemacht hätte.

### Militärische Zusammenarbeit mit der Sowjetunion
Bereits seit 1920 gab es ernstzunehmende Gespräche, gegenseitige Besuche zwischen Politikern, der Generalität und der Rüstungsindustrie Sowjetrusslands und Deutschlands um die Bestimmungen des Versailler Vertrages zu unterlaufen, die hier festgelegten technischen Einschränkungen im Bereich Militärtechnik zu umgehen und Schritte zur geheimen Aufrüstung Deutschlands in Gang zu setzen. Zur Koordination der Aktivitäten wurde bereits 1921 die Sondergruppe R(ußland) beim Chef des Truppenamtes geschaffen. Nach dem Rapallo-Vertrag wurde diese geheime militärische Zusammenarbeit zwischen der Reichswehr und der sowjetischen Roten Armee weiter intensiviert. Bereits am 15. März 1922 wurde der erste Geheimvertrag mit einer Investitionshöhe von 140 Millionen Reichsmark abgeschlossen. Schwerpunkt war hier der Aufbau der verbotenen deutschen Militärluftfahrt. Im Februar 1923 reiste der neue Chef des Truppenamtes, Generalmajor Otto Hasse, dafür zu weiteren Geheimverhandlungen nach Moskau.
Das Deutsche Reich unterstützte den Aufbau der sowjetischen Militärindustrie, Kommandeure der Roten Armee erhielten eine Generalstabsausbildung im Deutschen Reich, Deutschland stellte technische Unterlagen und Lizenzen zum Bau von Militärtechnik und Investitionen in sowjetische Rüstungsbetriebe zur Verfügung. Dafür erhielt die Reichswehr die Möglichkeit, eigene Kommandeure (spätere Heerführer) auszubilden, Artilleriemunition aus der Sowjetunion zu beziehen, Kampfpiloten und Panzerkommandanten auf sowjetischem Boden auszubilden und dort chemische Kampfstoffe herzustellen und erproben zu lassen. Deutsche und sowjetische Rüstungsexperten erarbeiteten neuartige Panzerprototypen unter dem Deckmantel der Traktorenproduktion. Der Firma Junkers wurde gestattet, Flugzeuge in die Sowjetunion zu liefern und in der Nähe von Moskau ein eigenes Flugzeugwerk zu errichten. Auf dem geheimen Ausbildungsfliegerhorst Lipezk wurden etwa 120 bis 130 deutsche Piloten und Flugbeobachter ausgebildet, der Stamm für die Jagdflieger bzw. die Luftwaffe. Bei Kasan wurden an der Panzerschule Kama ab 1930 etwa 30 Panzerfachleute ausgebildet. Bei Saratow wurde auf dem geheimen Objekt Tomka Giftgas (weiter-)entwickelt, die Technik zum Ausbringen von Kampfgas modernisiert und die Strategie des Einsatzes von Chemiewaffen geplant, technisch weiterentwickelt und erprobt.

### Eid für jeden Soldaten

Rekrutenangelobung beim Gebirgsjäger-Regiment 138 in der Kaserne in Pinkafeld am 31. Mai 1939.

Unmittelbar nach dem Tod Paul von Hindenburgs am 2. August 1934 wurden die Streitkräfte auf die Person Hitlers vereidigt. Viele später betroffene Soldaten führten diese persönlichen Eide als Begründung dafür an, keinen aktiven Widerstand gegen verbrecherische Befehle der Führung geleistet zu haben.

„Ich schwöre bei Gott diesen heiligen Eid, dass ich dem Führer des Deutschen Reiches und Volkes, Adolf Hitler, dem Oberbefehlshaber der Wehrmacht, unbedingten Gehorsam leisten und als tapferer Soldat bereit sein will, jederzeit für diesen Eid mein Leben einzusetzen.“

Am 21. Mai 1935 verkündete Hitler in einer Sitzung seines Kabinetts das neue Wehrgesetz, wonach der „Führer und Reichskanzler“ „Oberster Befehlshaber der Wehrmacht“ sei. Unter ihm übe der Reichskriegsminister Werner von Blomberg als „Oberbefehlshaber der Wehrmacht“ Befehlsgewalt über die Wehrmacht aus. Somit erhielt der Eid durch Gesetz vom 20. Juli 1935 folgende Fassung:

„Ich schwöre bei Gott diesen heiligen Eid, dass ich dem Führer des Deutschen Reiches und Volkes, Adolf Hitler, dem Obersten Befehlshaber der Wehrmacht, unbedingten Gehorsam leisten und als tapferer Soldat bereit sein will, jederzeit für diesen Eid mein Leben einzusetzen.“

Beide Eide waren jedoch verfassungswidrig zustande gekommen, denn der erste war ein Produkt des Chefs des neu geschaffenen Wehrmachtamtes, Walter von Reichenau, und der zweite wurde von Hitler kreiert, um mit der Änderung „Oberbefehlshaber“ in „Oberster Befehlshaber“ seinen militärischen Machtanspruch zu festigen. Eine Abstimmung mit dem Reichstag fand nicht statt. Ebenfalls verstieß gegen die (formal noch bestehende) Weimarer Verfassung die Zusammenlegung des Amtes des Reichspräsidenten mit dem des Reichskanzlers. Im Remer-Prozess (1952) gegen den ehemaligen Generalmajor Otto Ernst Remer wegen übler Nachrede und Verunglimpfung des Andenkens Verstorbener betonte Staatsanwalt Fritz Bauer (1903–1968), dass eine eidliche Verpflichtung auf unbedingten Gehorsam gegenüber einer Person unsittlich und auch nach NS-Recht ungesetzlich und damit ungültig gewesen sei. Des Weiteren betonte er: „Ein Unrechtsstaat, der täglich Zehntausende Morde begeht, berechtigt jedermann zur Notwehr.“ Aus heutiger juristischer Sicht hätte sich niemand an diese Eide gebunden fühlen müssen.
Der Remer-Prozess erregte in Westdeutschland große Aufmerksamkeit, weil darin posthum die Widerstandskämpfer des 20. Juli 1944 rehabilitiert wurden.

### Personal

Wehrmacht-Kennkarte

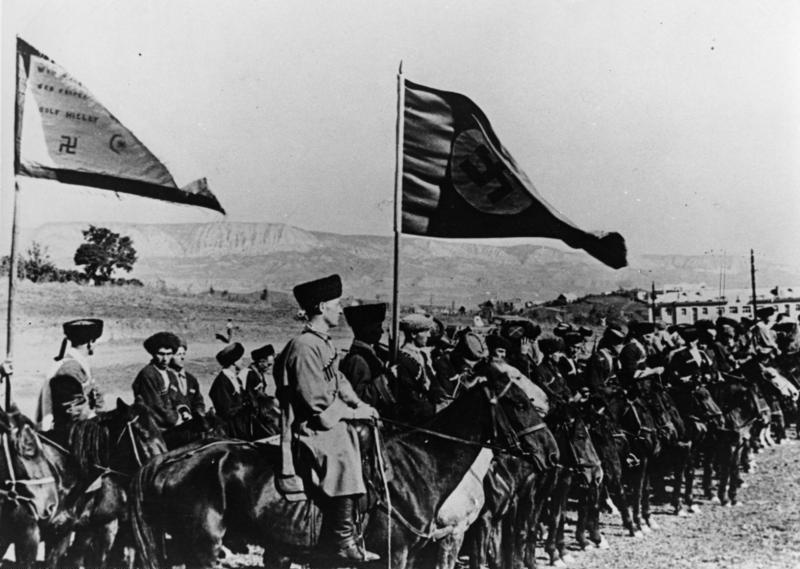
Kosaken-Einheit in der Wehrmacht

Am 16. März 1935 wurde die Wehrpflicht mit dem Gesetz über den Aufbau der Wehrmacht wieder eingeführt. Hitler hatte die Wiedereinführung bereits am 3. Februar 1933 (Liebmann-Aufzeichnung) gegenüber der Generalität angekündigt. Auch im Reichskonkordat (Juli 1933) wurde sie bereits in den geheimen Zusatzartikeln unter Nichtachtung des Versailler Vertrages berücksichtigt. Es gab jedoch auch sogenannte Weiße Jahrgänge. 1936 besetzte die Wehrmacht das entmilitarisierte Rheinland. Bis 1939 war die Aufstellung von zwölf Armeekorps mit 38 Divisionen und einer Stärke von 580.000 Soldaten von Hitler gefordert. Die Mobilisierung der Reservisten erfolgte im Juli und August 1939. Ende 1939 hatte die Wehrmacht 4,7 Millionen Männer einberufen, 1940 waren es mit nochmal 4,1 Millionen fast ebenso viele. Durch erschöpfte personelle Ressourcen reduzierte sich die Zahl über jeweils 2,5 Millionen in den Jahren 1941 und 1942 auf 2,0 Millionen im Jahr 1943, bis sie 1944 nur mehr 1,3 Millionen erreichte. Insgesamt wurden 1939 bis 1945 über 17 Millionen Männer einberufen.
Während des Zweiten Weltkrieges dienten auch zahlreiche nichtdeutsche Soldaten, vor allem Osteuropäer, in der Wehrmacht. Diese meldeten sich freiwillig, da viele den Stalinismus bekämpfen wollten oder eine sowjetische, jüdische oder bolschewistische Dominanz in Osteuropa fürchteten (Judentum und Bolschewismus wurden dabei aufgrund des weitverbreiteten Antisemitismus als Synonyme gesehen, vgl. „Jüdischer Bolschewismus“). Teilweise wurden diese aber auch zwangsrekrutiert. Allein in der Sowjetunion wurden etwa 600.000 Mann Hilfswillige. Zu den Freiwilligen gehörten unter anderem Esten, Letten, Weißrussen, Ukrainer, Russen und Kaukasier. Die nichtrussischen Verbände wurden dabei als Ostlegionen bezeichnet, die russischen hingegen als Russische Befreiungsarmee, die von Andrei Andrejewitsch Wlassow geführt wurde. Nichtdeutsche Soldaten stellten etwa fünf Prozent der Personalstärke der Wehrmacht.
Nach dem „Anschluss“ Österreichs im März 1938 mussten auch alle wehrfähigen Österreicher in der Wehrmacht dienen. Zigtausend Volksdeutsche aus verbündeten Staaten meldeten sich freiwillig zur Wehrmacht, weitaus häufiger aber zur Waffen-SS. Auch 11.600 Luxemburger Zwangsrekrutierte, rund 100.000 Elsässer und 30.000 Lothringer (sogenannte Malgré-nous „wider unseren Willen“') mussten in ihr dienen. Ausländische Freiwillige waren in Verbänden wie Indische Legion und Legion Freies Arabien Teil der Wehrmacht.
Nicht zu verwechseln sind diese Freiwilligenverbände mit den Armeen der mit Deutschland verbündeten osteuropäischen Staaten Rumänien, Slowakei, Kroatien, Bulgarien und Ungarn. Diese standen zwar während der Ostfeldzüge unter deutschem Oberkommando, waren aber rechtlich unabhängig.

### Verbündete während des Zweiten Weltkrieges
Gemeinsam mit der Wehrmacht kämpften im Zweiten Weltkrieg Truppenteile unterschiedlicher Stärke folgender Staaten (berücksichtigt wurden nur militärische Einheiten der Staaten, die aktiv mit der deutschen Wehrmacht gekämpft haben):
- Königreich Italien (bis September 1943, Waffenstillstand von Cassibile; Italienische Sozialrepublik bis 1945)
- Finnland (bis September 1944, Waffenstillstand von Moskau)
- Königreich Rumänien (bis 23. August 1944, Königlicher Staatsstreich in Rumänien 1944; Legionäre der „Eisernen Garde“ bis Mai 1945)
- Königreich Ungarn (bis 1945)
- Erste Slowakische Republik (bis Anfang 1945, Besetzung durch die Rote Armee)
- Königreich Bulgarien (bis September 1944, Besetzung durch die Rote Armee)
- Unabhängiger Staat Kroatien (bis Anfang 1945)
- Spanien (nur Freiwillige; ab den Kämpfen um die Belagerung Leningrads 1942; Blaue Division)

### Nach der bedingungslosen Kapitulation

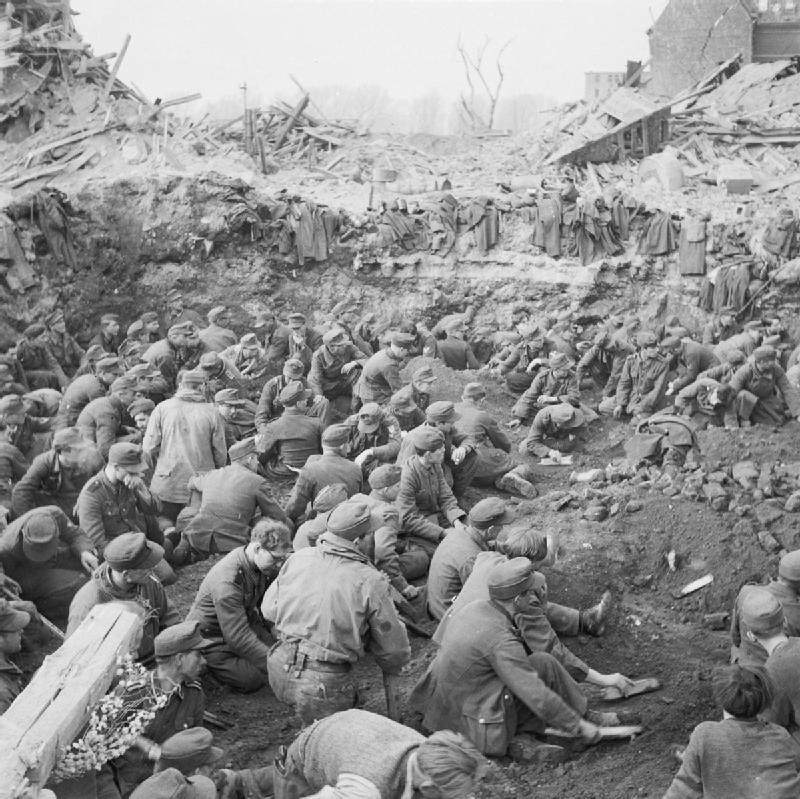
März 1945: deutsche Soldaten vor dem Abtransport in ein britisches Kriegsgefangenenlager

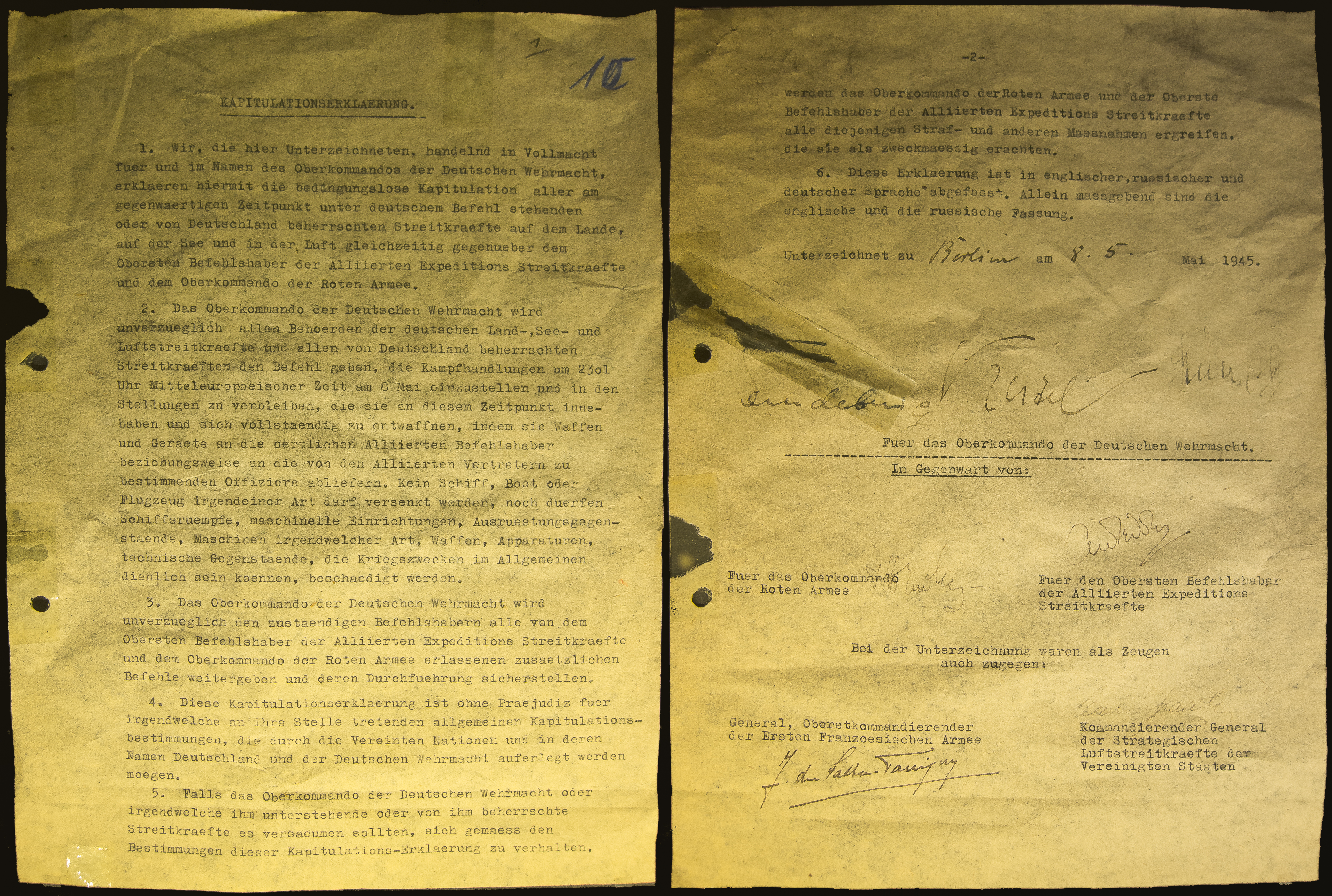
Kapitulationserklärung der Deutschen Wehrmacht am 8. Mai 1945 in Berlin-Karlshorst mit den Unterschriften der Kommandierenden der Teilstreitkräfte Hans-Georg von Friedeburg (Marine), Wilhelm Keitel (Heer) und Hans-Jürgen Stumpff (Luftwaffe), die jeweils befehlen, die Kampfhandlungen einzustellen

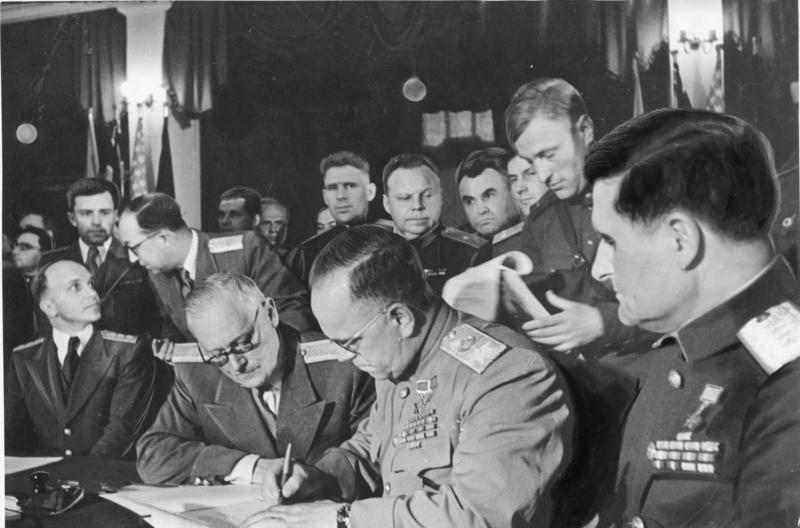
Georgi Konstantinowitsch Schukow unterzeichnet für das Oberkommando der Roten Armee die Kapitualtionserklärung vom 8. Mai 1945

Die Wehrmacht hatte nach der bedingungslosen Kapitulation am 8. Mai 1945 aktive Truppenteile, die noch nicht entwaffnet waren.
- So bekämpften in Norddeutschland deutsche Infanterie-Einheiten unter deutschem Kommando auf Weisung der britischen Streitkräfte marodierende Banden, bestehend meist aus „displaced persons“, Ausländern, die während des Krieges – sehr häufig als Zwangsarbeiter – ins Deutsche Reich verschleppt worden waren und aus Angst vor Verfolgung nicht mehr in ihre Heimat zurückkehren wollten.
- Der georgische Aufstand auf Texel wurde erst am 20. Mai beendet.
- Der Westteil der Insel Kreta um Chania blieb bis zum 23. Mai 1945 von deutschen Truppen besetzt, die bis Juni 1945 noch Einsätze gegen kretische Partisanen unternahmen und den britischen Truppen gegen die kommunistische ELAS mit Panzerwagen Geleitschutz gaben.
- Das Marineoberkommando Norwegen blieb unter formeller alliierter Aufsicht bis zum 26. August 1945 bestehen. In Norwegen bildeten Truppenteile der Artillerie weiter aus und übten sich dabei im Scharfschießen. In Oslo wurde der 8. Generalstabsoffizier-Lehrgang weitergeführt. Der Marinerichter Hans Filbinger verurteilte als Verhandlungsleiter eines Feldkriegsgerichts des Kommandanten der Seeverteidigung Oslofjord am 29. Mai 1945 einen Obergefreiten der Wehrmacht „wegen Erregens von Mißvergnügen, Gehorsamsverweigerung und Widersetzung“ zu einer Gefängnisstrafe.[17]
- Im Protektorat Böhmen und Mähren ließ Generalfeldmarschall Ferdinand Schörner die am 8. Mai überbrachte Kapitulation zunächst ignorieren, floh aber selber am Tag nach der Kapitulation in Zivilkleidung und mit einigen tausend Mark der Stabskasse in einem Fieseler Storch auf eine Alm in Göriach (Österreich).
- In Kurland wurden nach der Gefangennahme noch Ernennungen ausgesprochen.
- In Süddeutschland und Norwegen wurde deutsche Feldgendarmerie (Feldjäger-Kommandos) unter alliiertem Kommando eingesetzt. Die endgültige Entwaffnung erfolgte Ende August 1945.
- U 234 befand sich am 8. Mai 1945 mit einem Spezialauftrag auf dem Weg nach Japan und hatte deutsche und japanische Ingenieure, Pläne deutscher Waffentechnik sowie 560 Kilogramm Uranoxid mit an Bord. Es ergab sich am 14. Mai einem amerikanischen Kriegsschiff, nachdem sich zuvor die Japaner im Boot durch Suizid der Kapitulation entzogen hatten.
- U 530 befand sich Anfang Mai 1945 vor der Ostküste der USA in den Gewässern vor New York. Nach dem Funkspruch der Kapitulation fuhr es entlang der südamerikanischen Küste bis nach Mar del Plata in Argentinien, wo man das Boot am 10. Juli 1945 übergab.
- U 977 stach am 10. Mai 1945 von Norwegen aus in See und gelangte entlang der schottischen und irischen Küste in den offenen Atlantik. Über die Kapverdischen Inseln ging es mit Kurs auf Südamerika. Nach 100 Tagen auf See (davon 66 Tagen nonstop getaucht) erreichte das Boot am 17. August 1945 Mar del Plata in Argentinien, wo man es den argentinischen Behörden übergab.
- Auf der arktischen Inselgruppe Spitzbergen kapitulierte erst am 4. September 1945 der Wettertrupp Haudegen als letzte Wehrmachteinheit im Zweiten Weltkrieg.

Die Sowjetunion hatte am 30. August 1945 im Alliierten Kontrollrat die Initiative zur deutschen Entwaffnung ergriffen. Nachdem die Regierung Dönitz erst am 23. Mai festgenommen worden war, misstraute man der schleppenden Demobilisierung vor allem in der britischen Zone, da dort auch deutsche Stäbe mit „beratenden“ Aufgaben weiter bestanden. Die Debatten im Kontrollrat brachten lange keine Fortschritte, aber am 20. August 1946 einigte man sich dort auf das Kontrollratsgesetz Nr. 34. Dadurch wurde die Auflösung der deutschen Wehrmacht noch einmal verkündet, die bereits durch die Proklamation Nr. 2 vom 20. September 1945 angeordnet worden war. Der Anstoß war im Februar 1946 vom Militärdirektorat des Kontrollrats gekommen, der wissen wollte, ob ein spezielles Gesetz zur Auflösung der Wehrmacht erforderlich sei. Der amerikanische und der französische Vertreter sahen im Gegensatz zum britischen dazu eine Notwendigkeit, weil die Proklamation Nr. 2 die Auflösung der Wehrmacht lediglich als zukünftige Aufgabe gesehen habe. Das Bundesverfassungsgericht legte 1954 im sogenannten „Soldatenurteil“ fest, dass die Wehrmacht mit der bedingungslosen Kapitulation rechtlich zu bestehen aufgehört habe. Die Proklamation Nr. 2 und das Gesetz Nr. 34 des Kontrollrats hätten in Bezug auf die Auflösung der Wehrmacht nur deklaratorischen Charakter.

### Verluste
Die Gesamtverluste der Wehrmacht sind schwer zu beziffern, da eine namentliche Vollerhebung der Todesfälle bis heute nicht vorgenommen wurde. Bis zum Frühjahr 1945 existieren Unterlagen zu den personellen Verlusten der Wehrmacht und der Waffen-SS, soweit sie dem Feldheer angehörten. Allerdings konnten hunderttausende Soldaten, die zu diesem Zeitpunkt bereits tot waren, von diesen Statistiken nicht mehr erfasst werden. Insofern sind selbst die Kriegsunterlagen bereits mit einem hohen Unsicherheitsfaktor behaftet. Für die letzten Kriegsmonate konnten schließlich gar keine Übersichten mehr erstellt werden. Percy E. Schramm kommt für den Zeitraum vom 1. September 1939 bis zum 31. Januar 1945 im Kriegstagebuch des OKW auf eine Zahl von 2.001.399 Todesfällen sowie 1.902.704 Vermissten in der Wehrmacht, von denen sich 322.807 in alliierter Kriegsgefangenschaft befanden.
Das Statistische Bundesamt gab 1949 die Gesamtzahl der Wehrmachtverluste mit drei Millionen an, 1956 mit 3,76 Millionen.
Diese Zahl spiegelt sich auch in der Publikation des DRK-Suchdienstes von 1975 wider, die 3.810.000 Tote und Vermisste angibt.
Die Deutsche Dienststelle ehemals Wehrmachtauskunftstelle in Berlin nennt in ihrem Jahresbericht 1985 3,1 Millionen Tote und 1,2 Millionen Vermisste, zusammen also 4,3 Millionen. Diese Angaben beziehen sich auf die bis 28. Februar 1945 namentlich gemeldeten Verluste. Demzufolge wird heute unter Einbeziehung der in den letzten Kriegsmonaten Gefallenen und der in Kriegsgefangenschaft Verstorbenen von über fünf Millionen Toten ausgegangen; Rüdiger Overmans beziffert sie auf 5,3 Millionen. Sie sind nachstehend nach Jahrgängen aufgeschlüsselt, wobei Jahrgangsstärken nur aus dem Reichsgebiet bekannt sind:

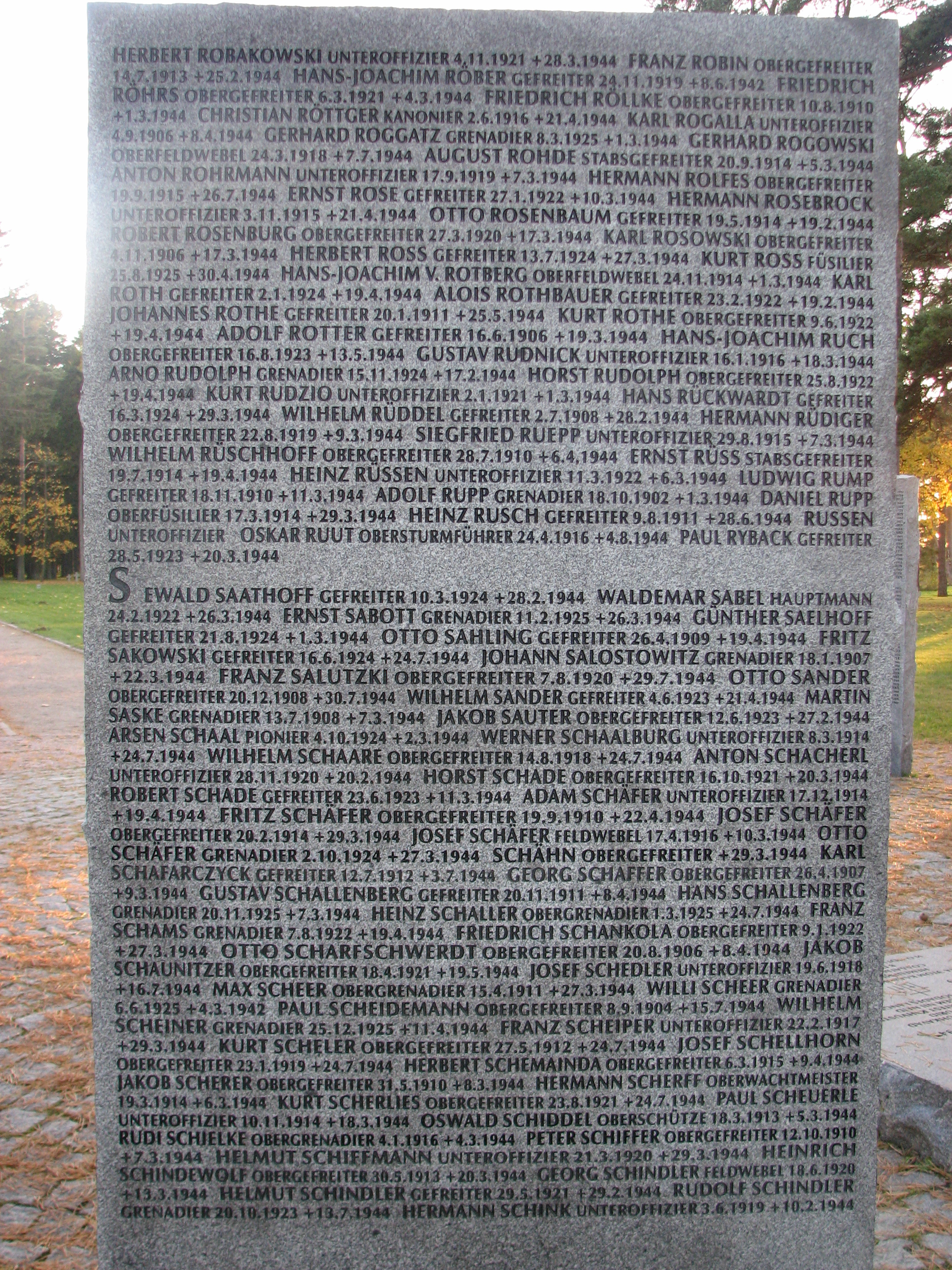
Deutscher Soldatenfriedhof Toila, Estland

| Todesfälle nach Jahrgängen | Todesfälle nach Jahrgängen | Todesfälle nach Jahrgängen | Todesfälle nach Jahrgängen | Todesfälle nach Jahrgängen |
| Jahrgang                   | Todesfälle gesamt          | davon aus dem Reichsgebiet | davon aus dem Reichsgebiet | davon aus dem Reichsgebiet |
| Jahrgang                   | Todesfälle gesamt          | Todesfälle                 | alle Männer                | in %                       |
| -------------------------- | -------------------------- | -------------------------- | -------------------------- | -------------------------- |
| 1900 und älter             | 288.310                    | 241.000                    | 9.823.000                  | 2,5                        |
| 1901                       | 67.627                     | 57.000                     | 642.000                    | 8,9                        |
| 1902                       | 99.759                     | 85.000                     | 658.000                    | 12,9                       |
| 1903                       | 84.660                     | 77.000                     | 641.000                    | 12,0                       |
| 1904                       | 92.825                     | 86.000                     | 658.000                    | 13,1                       |
| 1905                       | 94.858                     | 86.000                     | 655.000                    | 13,1                       |
| 1906                       | 152.287                    | 138.000                    | 679.000                    | 20,3                       |
| 1907                       | 157.221                    | 139.000                    | 682.000                    | 20,4                       |
| 1908                       | 204.452                    | 189.000                    | 685.000                    | 27,2                       |
| 1909                       | 187.352                    | 167.000                    | 689.000                    | 24,2                       |
| 1910                       | 221.650                    | 205.000                    | 681.000                    | 30,1                       |
| 1911                       | 225.551                    | 201.000                    | 650.000                    | 30,9                       |
| 1912                       | 226.683                    | 198.000                    | 686.000                    | 28,9                       |
| 1913                       | 211.221                    | 191.000                    | 663.000                    | 28,8                       |
| 1914                       | 269.881                    | 240.000                    | 653.000                    | 36,7                       |
| 1915                       | 193.353                    | 174.000                    | 509.000                    | 34,2                       |
| 1916                       | 133.825                    | 120.000                    | 389.000                    | 30,8                       |
| 1917                       | 122.627                    | 116.000                    | 352.000                    | 33,0                       |
| 1918                       | 149.858                    | 131.000                    | 367.000                    | 35,7                       |
| 1919                       | 229.287                    | 216.000                    | 542.000                    | 39,9                       |
| 1920                       | 318.848                    | 293.000                    | 712.000                    | 41,1                       |
| 1921                       | 276.419                    | 243.000                    | 695.000                    | 35,0                       |
| 1922                       | 240.419                    | 204.000                    | 650.000                    | 31,4                       |
| 1923                       | 269.749                    | 227.000                    | 621.000                    | 36,6                       |
| 1924                       | 271.716                    | 234.000                    | 616.000                    | 38,0                       |
| 1925                       | 235.683                    | 208.000                    | 628.000                    | 33,1                       |
| 1926                       | 153.188                    | 130.000                    | 598.000                    | 21,7                       |
| 1927                       | 105.990                    | 97.000                     | 572.000                    | 16,9                       |
| 1928–1930                  | 33.231                     | 27.000                     | 1.722.000                  | 1,6                        |
| Summen                     | 5.318.530                  | 4.720.000                  | 28.118.000                 | 16,8                       |

### Völkerrechtsverletzungen und Kriegsverbrechen

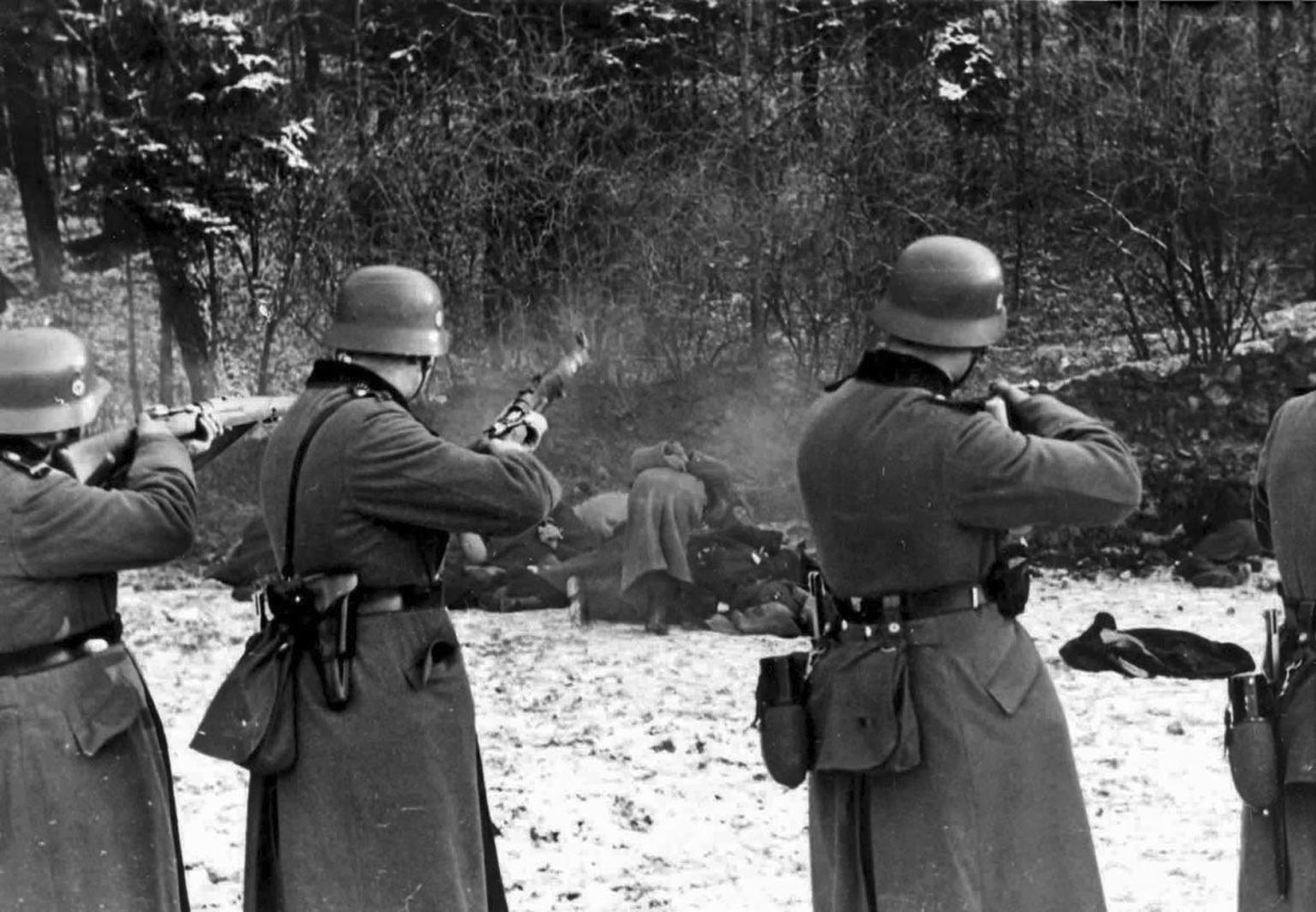
Massaker in Bochnia, Polen 1939

Der Angriff auf acht Staaten ohne Kriegserklärung war völkerrechtswidrig, ebenso wie bestimmte Praktiken der Kriegführung und zur Kontrolle der eroberten Gebiete, wie etwa Geiselerschießungen, Racheakte und Vergeltungsmaßnahmen an der Zivilbevölkerung (so genannte „Sühnemaßnahmen“) und der Vernichtungskrieg im Osten. Während der Partisanenbekämpfung (so genannte „Bandenbekämpfung“) war die Wehrmacht vor allem in Osteuropa an vielen Kriegsverbrechen und Übergriffen beteiligt.
Die Wehrmacht verfolgte bei ihren Rückzügen eine „Politik der verbrannten Erde“: In Weißrussland wurden beispielsweise zwischen Juni 1941 und Juli 1944 209 Städte und 9200 Dörfer von der Wehrmacht und der SS ausgelöscht und ihre Einwohner größtenteils ermordet. An der Inhaftierung und Ermordung von Juden und anderen verfolgten Gruppen in den besetzten Gebieten war die Wehrmacht auf der Grundlage der Richtlinien zur Zusammenarbeit des Heeres mit den Einsatzgruppen der SS teilweise involviert und sowohl direkt als auch indirekt beteiligt.
Die Behandlung der osteuropäischen und vor allem sowjetischen Kriegsgefangenen entsprach nicht den internationalen Normen und forderte Zehntausende von Todesopfern. Zusätzlich wurden sowjetische Politkommissare auf Grundlage des Kommissarbefehls häufig sofort nach der Gefangennahme erschossen. 1944 wurden die von Sinti und Roma abstammenden deutschen Soldaten der SS übergeben, ohne dass es zu nennenswerten Protesten seitens der Wehrmachtführung kam.

## Organisation und Struktur

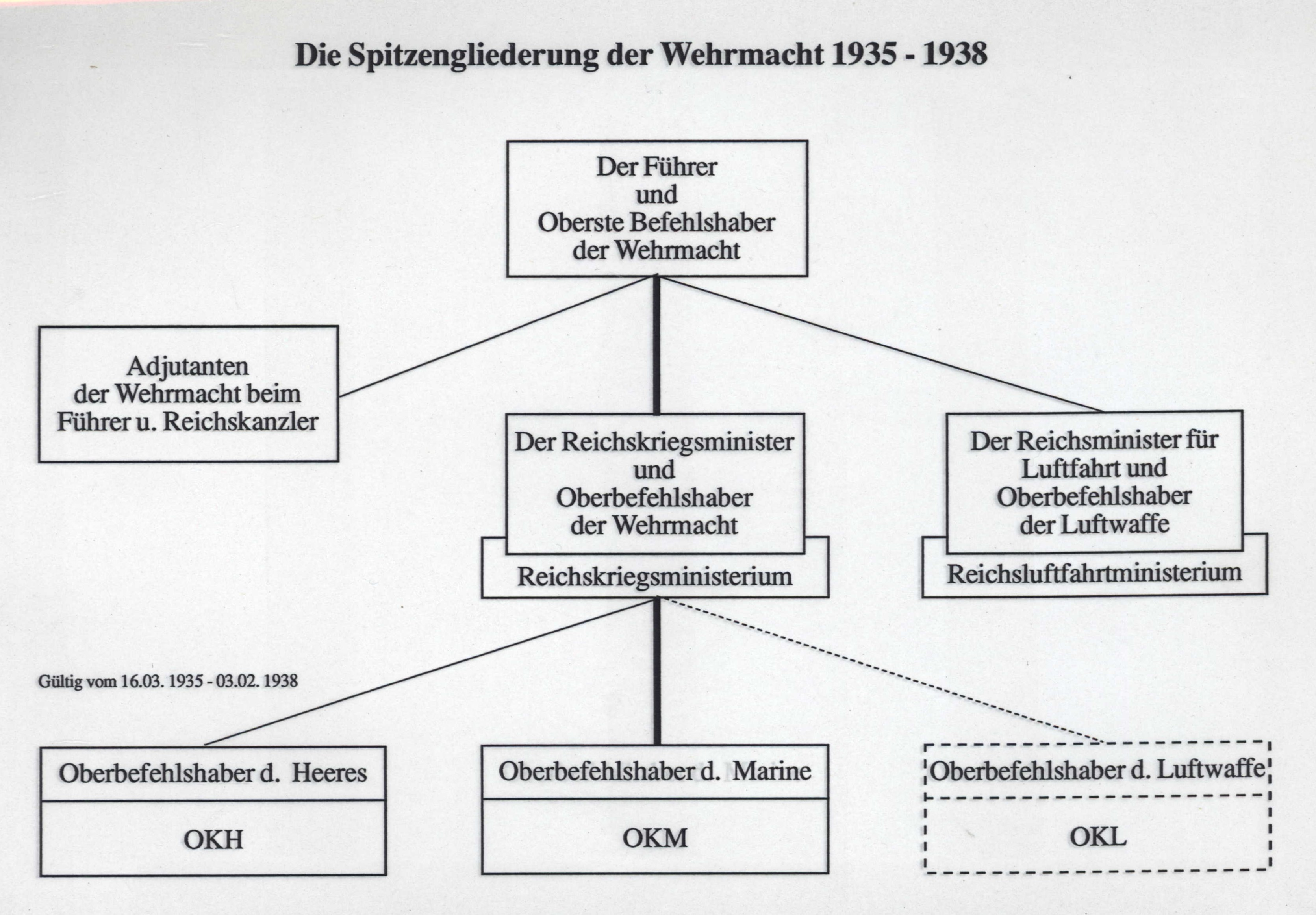
Führung 1935–1938

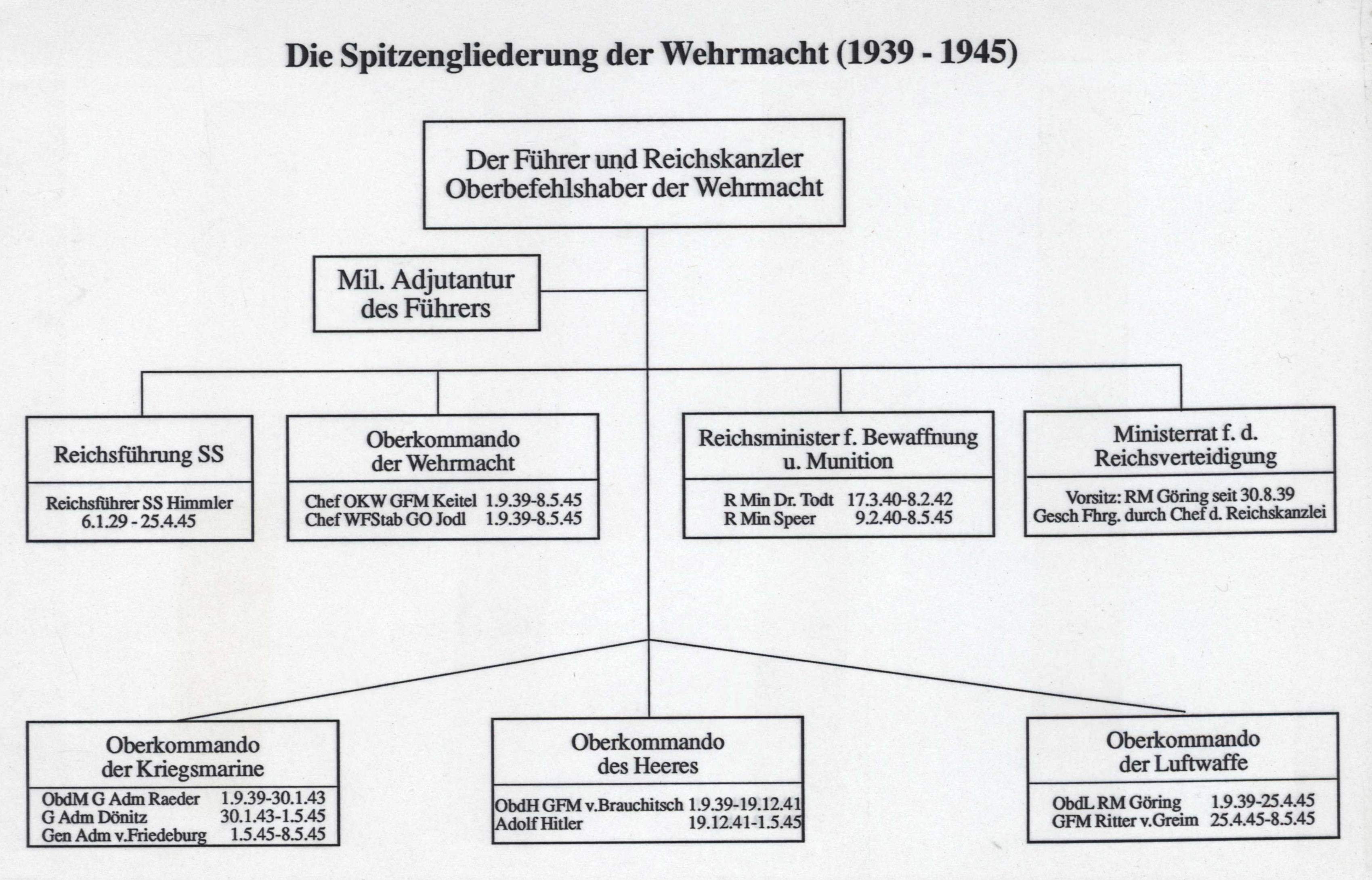
Führung 1939–1945

| Beruf                       | Anzahl                  |
| --------------------------- | ----------------------- |
| Höhere Beamte               | 884                     |
| Offiziere u. Unteroffiziere | 500                     |
| Mittlere Beamte             | 293                     |
| Generäle                    | 290                     |
| Handel                      | 223                     |
| Industrie                   | 186                     |
| Freie Berufe                | 175                     |
| Gutsbesitzer                | 168                     |
| Landwirte                   | 109                     |
| Unterbeamte                 | 49                      |
| Handwerker                  | 40                      |
| Arbeiter                    | 7                       |
| Sonst./k.A.                 | 267                     |
| Insgesamt                   | 3191 Generäle/ Admirale |

### Befehls- und Kommandogewalt
In der Reichswehr wurde zwischen der Befehlsgewalt und der Kommandogewalt unterschieden. Man ging davon aus, dass ein Politiker nicht die Kompetenz zur Truppenführung hat, und teilte deshalb die Führungskompetenzen zwischen dem Reichspräsidenten als Oberbefehlshaber und den Chefs der Heeresleitung und der Marineleitung als Oberkommandierende auf. In der Praxis bedeutete dies, dass der Reichspräsident zwar Befehle erteilen konnte, die Truppenführung aber den Offizieren überlassen musste (siehe auch Art. 47 Weimarer Verfassung).
In der Wehrmacht wurde diese Trennung spätestens mit Beginn des Deutsch-Sowjetischen Krieges immer mehr verwischt. Hitler mischte sich immer mehr in die Truppenführung ein, und mit der Übernahme des Postens des Oberbefehlshabers des Heeres fiel die Teilung zwischen Befehls- und Kommandogewalt endgültig weg.

### Militärische Führungsorganisation
Die Wehrmacht wurde zunächst vom Reichswehrminister, dann ab dem 21. Mai 1935 vom Reichskriegsminister administrativ geführt.
Mit der „Verkündung der Wehrhoheit“ 1935 wurde die Heeresleitung zum Oberkommando des Heeres (OKH), die Marineleitung zum Oberkommando der Marine (OKM) und neu aufgestellt ein Oberkommando der Luftwaffe (OKL). Das Ministeramt nannte sich fortan Wehrmachtamt. Als Folge der Blomberg-Fritsch-Krise nahm Hitler auch die Aufgaben des Reichskriegsministers wahr und das bisherige Wehrmachtamt wurde zum Oberkommando der Wehrmacht (OKW) umgegliedert.

### Truppendienstliche und administrative Führung/Teilstreitkräfte – Wehrmachtteile
- Heer durch das Oberkommando des Heeres (OKH)
- Luftwaffe durch das Oberkommando der Luftwaffe (OKL)
- Kriegsmarine durch das Oberkommando der Marine (OKM)

## Truppenstärke und Gliederung

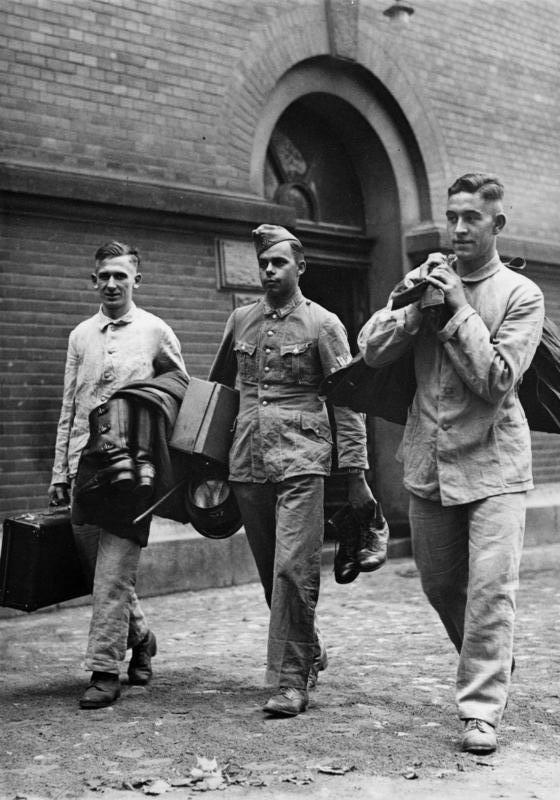
Empfang zweier Rekruten (1936)

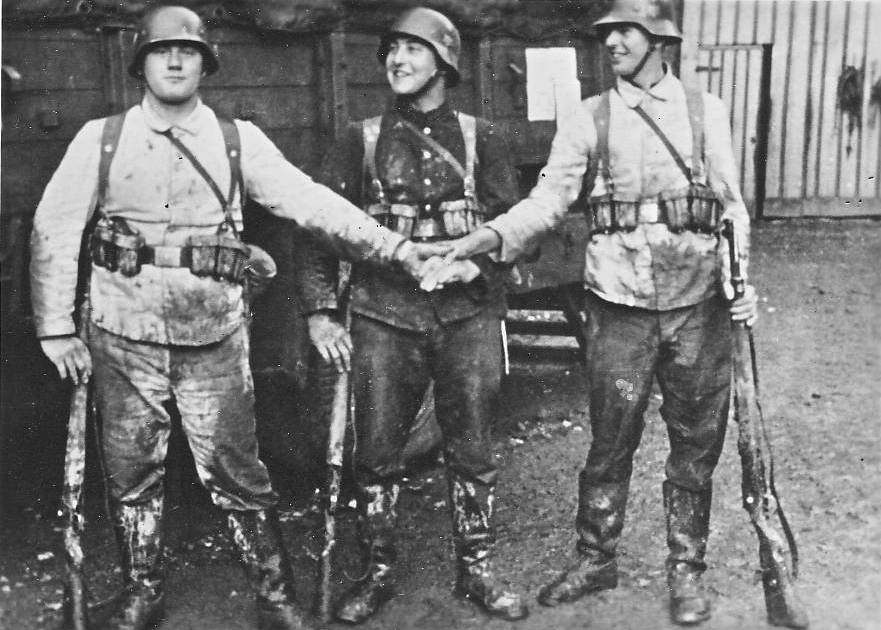
Drei Rekruten nach einer Geländeübung, Anfang 1939

### Truppenstärke
Nach den Recherchen des Historikers Rüdiger Overmans dienten in der Wehrmacht in Heer, Luftwaffe und Marine 17,3 Millionen Soldaten, zusammen mit der Waffen-SS waren es 18,2 Millionen Soldaten, die im Verlauf des Krieges eingezogen wurden und nicht alle gleichzeitig Dienst taten.
Im November 1943 hatte die Wehrmacht eine Stärke von ca. 6,345 Millionen Soldaten. Davon waren 3,9 Millionen Soldaten an der Ostfront stationiert (zusammen mit 283.000 Verbündeten). 177.000 Soldaten standen in Finnland, 486.000 Soldaten besetzten Norwegen und Dänemark. 1.370.000 Mann Besatzungstruppen standen in Frankreich und Belgien. Weitere 612.000 Mann waren auf dem Balkan stationiert und 412.000 Mann in Italien.

### Gliederung

#### Heer
Das Heer gliederte sich mit Stand vom 3. Januar 1939 in sechs Heeresgruppen, denen die Armeekorps (AK) und weitere Stäbe und Truppen unterstanden.
| Heeresgruppe | Hauptquartier     | Unterstellungen |
| ------------ | ----------------- | --- |
| 1            | Berlin            | I., II., III. und VIII. Armeekorps Kommandanturen der Befestigungen bei Breslau, Glogau, Neustettin und Oppeln Grenzkommandantur Küstrin; Inspektion der Ostbefestigungen                     |
| 2            | Frankfurt am Main | V., VI. und XII. Armeekorps; Generalkommando der Grenztruppen Saarpfalz Kommandostäbe Eifel und Oberrhein, Landwehrkommandeure Hanau und Heilbronn (Neckar) Inspektion der Grenzbefestigungen |
| 3            | Dresden           | IV., VII. und XIII. Armeekorps |
| 4            | Leipzig           | XIV., XV. und XVI. Armeekorps |
| 5            | Wien              | XVII. und XVIII. Armeekorps 4. leichte Division und 2. Panzer-Division Festungsinspektion XI                                                                                                  |
| 6            | Hannover          | IX., X. und XI. Armeekorps |

Zur gleichen Zeit gab es 15 Generalkommandos und weitere 4 Korpskommandos. Die Generalkommandos umfassten sowohl die Armeekorps als auch die Wehrkreise, in denen die Wehrersatzorganisation sowie die ortsfesten Einrichtungen territorial zusammengefasst waren und die sich über das gesamte Gebiet des Deutschen Reiches erstreckten. Die Wehrkreiskommandos unterstanden dem Ersatzheer. Die Tabelle zeigt den letzten Stand des Friedensheeres vor der Mobilmachung am 26. August 1939 (mit „*“ gekennzeichnete Armeekorps waren gleichzeitig Wehrkreise).

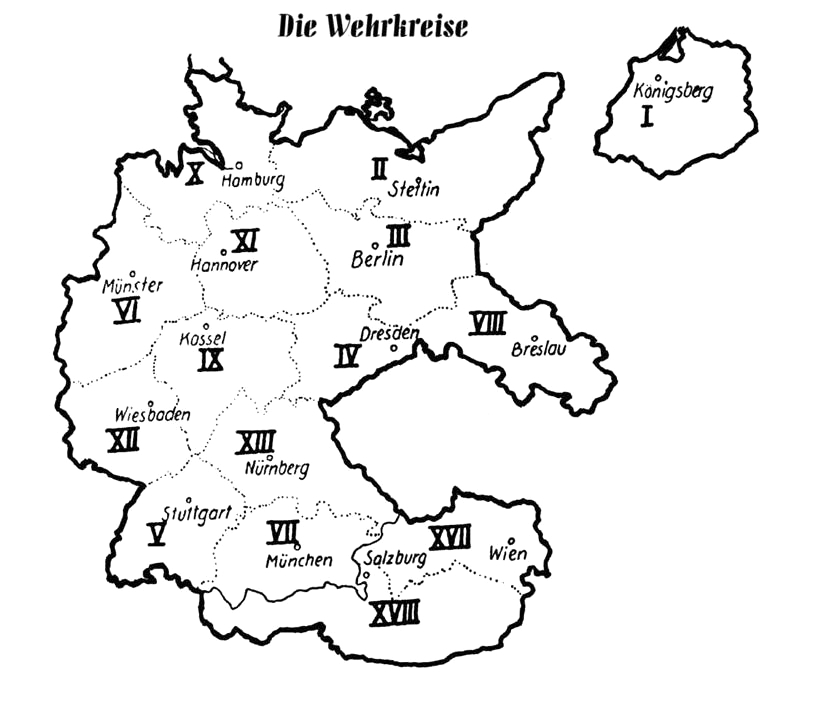
Wehrkreise im Deutschen Reich (1938/39)

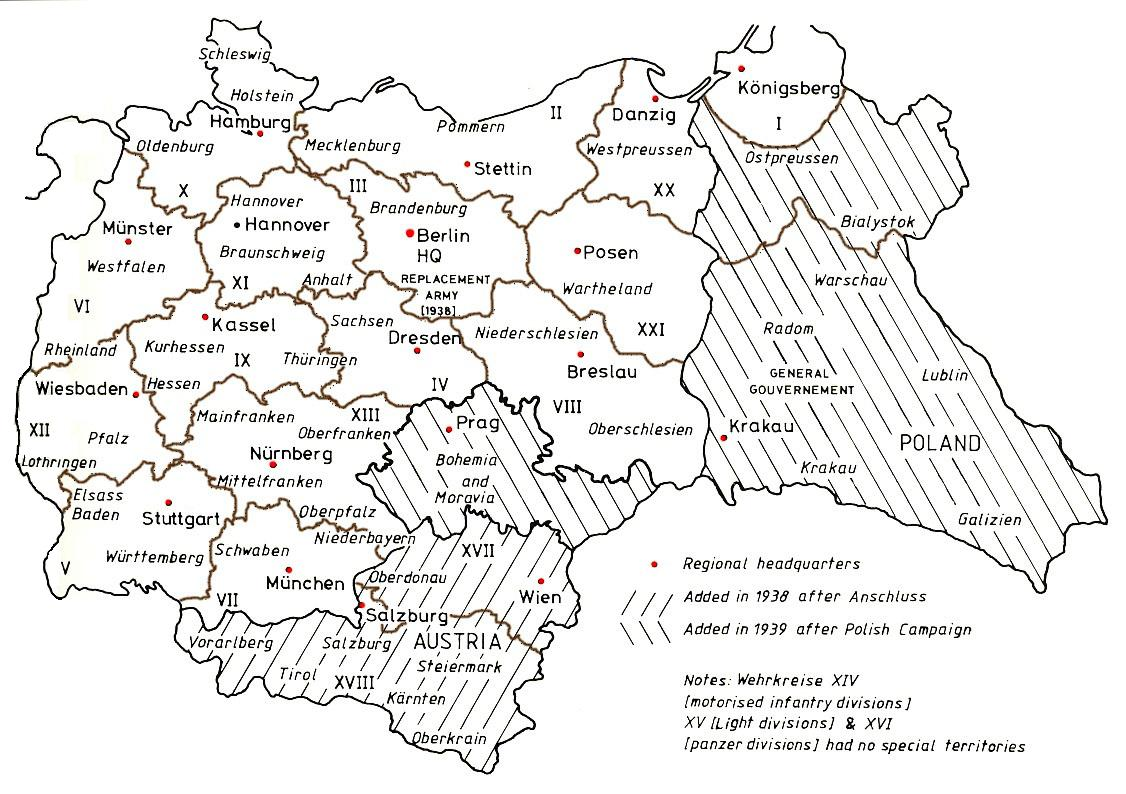
Wehrkreise im Großdeutschen Reich (1944)

| Armeekorps | Hauptquartier  | Divisionen                                                       |
| ---------- | -------------- | ---------------------------------------------------------------- |
| I *        | Königsberg     | 1. Infanterie-Division (ID), 11. ID, 21. ID                      |
| II *       | Stettin        | 12. ID, 32. ID                                                   |
| III *      | Berlin         | 3. ID, 23. ID                                                    |
| IV *       | Dresden        | 4. ID, 14. ID                                                    |
| V *        | Stuttgart      | 5. ID, 25. ID, 35. ID                                            |
| VI *       | Münster        | 6. ID, 16. ID, 26. ID                                            |
| VII *      | München        | 7. ID, 27. ID, 1. Gebirgs-Division (GD)                          |
| VIII *     | Breslau        | 8. ID, 18. ID, 28. ID                                            |
| IX *       | Kassel         | 9. ID, 15. ID                                                    |
| X *        | Hamburg        | 22. ID, 30. ID                                                   |
| XI *       | Hannover       | 19. ID, 31. ID                                                   |
| XII *      | Wiesbaden      | 33. ID, 34. ID, 36. ID                                           |
| XIII *     | Nürnberg       | 10. ID, 17. ID, 46. ID                                           |
| XIV        | Magdeburg      | 2. ID (motorisiert), 13. ID (mot.), 20. ID (mot.), 29. ID (mot.) |
| XV         | Jena           | 1. leichte Division, 2. leichte Division                         |
| XVI        | Berlin         | 1. Panzer-Division (PD), 3. PD, 4. PD, 5. PD                     |
| XVII *     | Wien           | 44. ID, 45. ID                                                   |
| XVIII *    | Salzburg       | 2. GD, 3. GD                                                     |
|            | Kaiserslautern | Generalkommando der Grenztruppen Saarpfalz                       |

Abteilungen in den Führungsstäben des Heeres
Die Generalstabs- bzw. Stabsabteilungen waren auf allen Ebenen gleich gegliedert. Folgende Bezeichnungen wurden dabei verwendet:
| Ia  | Führungsabteilung                                         |
| Ib  | Quartiermeisterabteilung                                  |
| Ic  | Feindaufklärung und Abwehr; geistige Betreuung im NS-Sinn |
| Id  | Ausbildung                                                |
| IIa | 1. Adjutant (Offizierpersonalien)                         |
| IIb | 2. Adjutant (Unteroffiziere und Mannschaften)             |
| III | Gericht                                                   |
| IVa | Intendant (Rechnungswesen, allgemeine Verwaltung)         |
| IVb | Arzt                                                      |
| IVc | Veterinär                                                 |
| IVd | Geistlicher                                               |

#### Luftwaffe

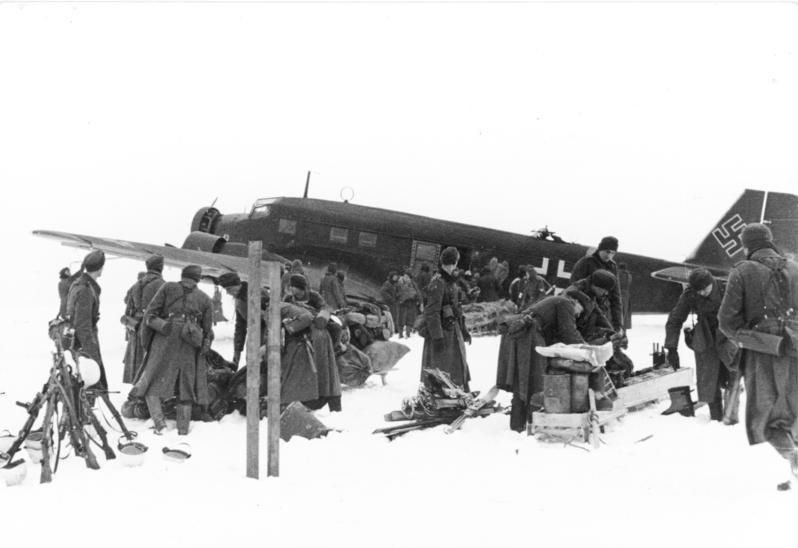
Lufttransport mit Junkers Ju 52 bei Demjansk, Dezember 1941

Die Luftwaffe gliederte sich vor allem in unabhängige Luftflotten, deren Zahl von 1939 bis 1944 auf sieben stieg. Die Luftflotten waren von 1 bis 6 durchnummeriert und wurden jeweils an die verschiedenen Kriegsschauplätze verlegt. Zusätzlich gab es die Luftflotte Reich, welche die Aufgabe hatte, das Reichsgebiet zu schützen.
Zusätzlich zu den Luftflotten gab es die Luftgaue der Luftwaffe, die ähnlich wie die Wehrkreise bestimmte territoriale Aufgaben übernahmen. Dies war vor allem der Unterhalt aller Einrichtungen und Flugplätze der Luftwaffe in den jeweiligen Gebieten.
Die Luftgaue waren:

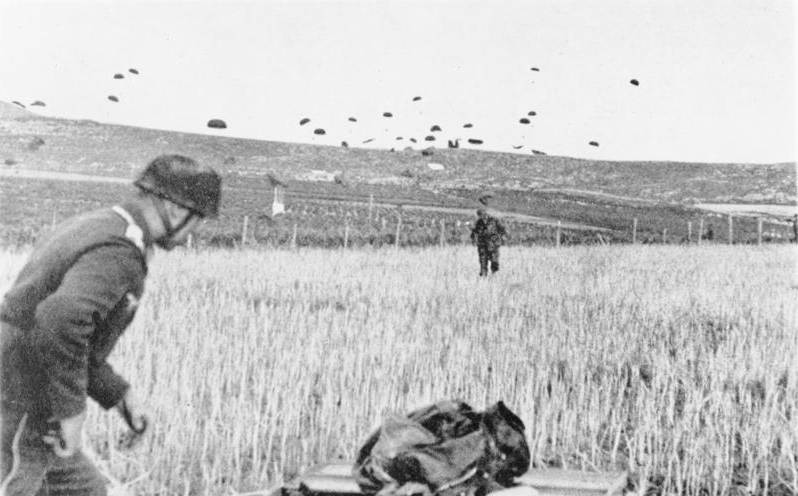
Fallschirmjäger auf Kreta, Mai 1941

- Luftgau-Kommando I bis XVII (alle im Deutschen Reich)
- Luftgau-Kommando Belgien-Nordfrankreich (aufgestellt 1940, von 1944 auch Holland)
- Luftgau-Kommando Charkow (1942–1943, Süd-Russland)
- Luftgau-Kommando Finnland (1941–1943)
- Luftgau-Kommando Holland (1940–1944)
- Luftgau-Kommando Kiew (1941–1942, dann Luftgau-Kommando Charkow, Süd-Russland)
- Luftgau-Kommando Moskau (1941–1942, Mittelbereich der Ostfront)
- Luftgau-Kommando Norwegen (1940–1944)
- Luftgau-Kommando Petersburg oder Luftgau-Kommando Ostland (1941–1943, Nordabschnitt der Ostfront)
- Luftgau-Kommando Rostow (1941–1943, Süd-Russland und Krim)
- Luftgau-Kommando Westfrankreich (1940–1944, Süd- und Westfrankreich)
- Feldluftgau-Kommando XXV (1943–1944, aus Luftgau-Kommandos Rostow und Charkow, im Süden der Ostfront)
- Feldluftgau-Kommando XXVI (1943–1944, aus Luftgau-Kommando Petersburg)
- Feldluftgau-Kommando XXVII (1943–1944, aus Luftgau-Kommando Moskau)
- Feldluftgau-Kommando XXVIII oder Luftgau-Kommando Süd (1941–1943, Italien)
- Feldluftgau-Kommando XXIX (1943–1944, Griechenland)
- Feldluftgau-Kommando XXX (1943–1944, Balkan)

## Militärische Grundlagen
Auftragstaktik, sehr hohe Disziplin und unbedingter Gehorsam waren die militärischen Grundlagen, auf denen die Wehrmacht aufbaute. Dies führte zum Teil, insbesondere im Offizierskorps, zu Reibungen mit der NSDAP, leistete aber andererseits auch völkerrechtswidrigen Handlungen Vorschub.
Bei motorisierten Verbänden der Wehrmacht wurde eine Führung von vorne praktiziert, bei der die Kommandeure ihre Einheiten direkt an der Front befehligten und nicht in einem gesicherten Gefechtsstand hinter der Front. Dazu wendeten die motorisierten Verbände das taktische Konzept vom Gefecht der verbundenen Waffen zur Gefechtsführung an, bei dem die verschiedenen Truppengattungen eng zusammenwirken, um einen möglichst hohen gemeinsamen Gefechtswert zu erreichen.

### Inneres Gefüge
Der „Geist der Truppe“ wurde als „Grundlage für die Schlagkraft und Disziplin und somit entscheidend für den Sieg“ angesehen. Auf „das richtige Vertrauensverhältnis zwischen Offizier, Unteroffizier und Mann“ durch u. a. „das untadelige Vorbild des Offiziers“ und der „unermüdlichen Fürsorge“ wurde besonderer Wert gelegt. Als wesentliche Faktoren wurden dabei auch die Erledigung von Beschwerden und die Beseitigung von Missständen angesehen.

#### Beschwerde- und Disziplinarrecht
Mit der Beschwerdeordnung für die Angehörigen der Wehrmacht (BO) waren das Beschwerderecht der Angehörigen der Wehrmacht herausgestellt und die geordnete Behandlung von Beschwerden – einschließlich der Einschaltung eines Vermittlers – vorgegeben. In der Wehrmachtdisziplinarstrafordnung (WDStO) wurde die Disziplinarstrafgewalt vom Verweis bis zum „geschärften Arrest“, angepasst an den Rang des Betroffenen und der Ebene des Verhängenden, geregelt.

#### Wehrmachtstrafgerichtsbarkeit
Nach dem Militärstrafgesetzbuch (MStGB) konnten u. a. Feigheit, Gehorsamsverweigerung, „Erregen von Mißvergnügen“ und „Untergraben der Manneszucht“ mit Strafen bis zur Todesstrafe belegt werden. Gleichzeitig war der „Mißbrauch der Dienstgewalt“, wozu auch die „Unterdrückung einer Beschwerde“ oder die „Mißhandlung eines Untergebenen“ gehörten, unter Strafe gestellt. Mit der Kriegssonderstrafrechtsverordnung (KSSVO) wurde die „Wehrmachtstrafgerichtsbarkeit im Kriege“ um Sondertatbestände wie Freischärlerei und Zersetzung der Wehrkraft erweitert und die „Überschreitung des regelmäßigen Strafrahmens“ bei strafbaren „Handlungen gegen die Manneszucht oder das Gebot soldatischen Mutes“ bis hin zur Todesstrafe geboten, „wenn es die Aufrechterhaltung der Manneszucht oder die Sicherheit der Truppe“ erfordere.

#### Militärseelsorge
Die für die Reichswehr mit Artikel 27 des Reichskonkordats geregelte Militärseelsorge war für Heer und Marine garantiert. In der Luftwaffe war sie daher nicht präsent. Im Geheimanhang des Konkordats waren unter Missachtung des Versailler Vertrages bereits Regelungen für Priesteramtskandidaten und Kleriker im Falle der Einführung der Wehrpflicht und einer Mobilmachung enthalten. Katholische Feldseelsorger begleiteten die kämpfende Truppe in alle Einsatzgebiete; spätere Berichte zu ihren Einsatzerfahrungen wurden dokumentiert.

### Ausrüstung

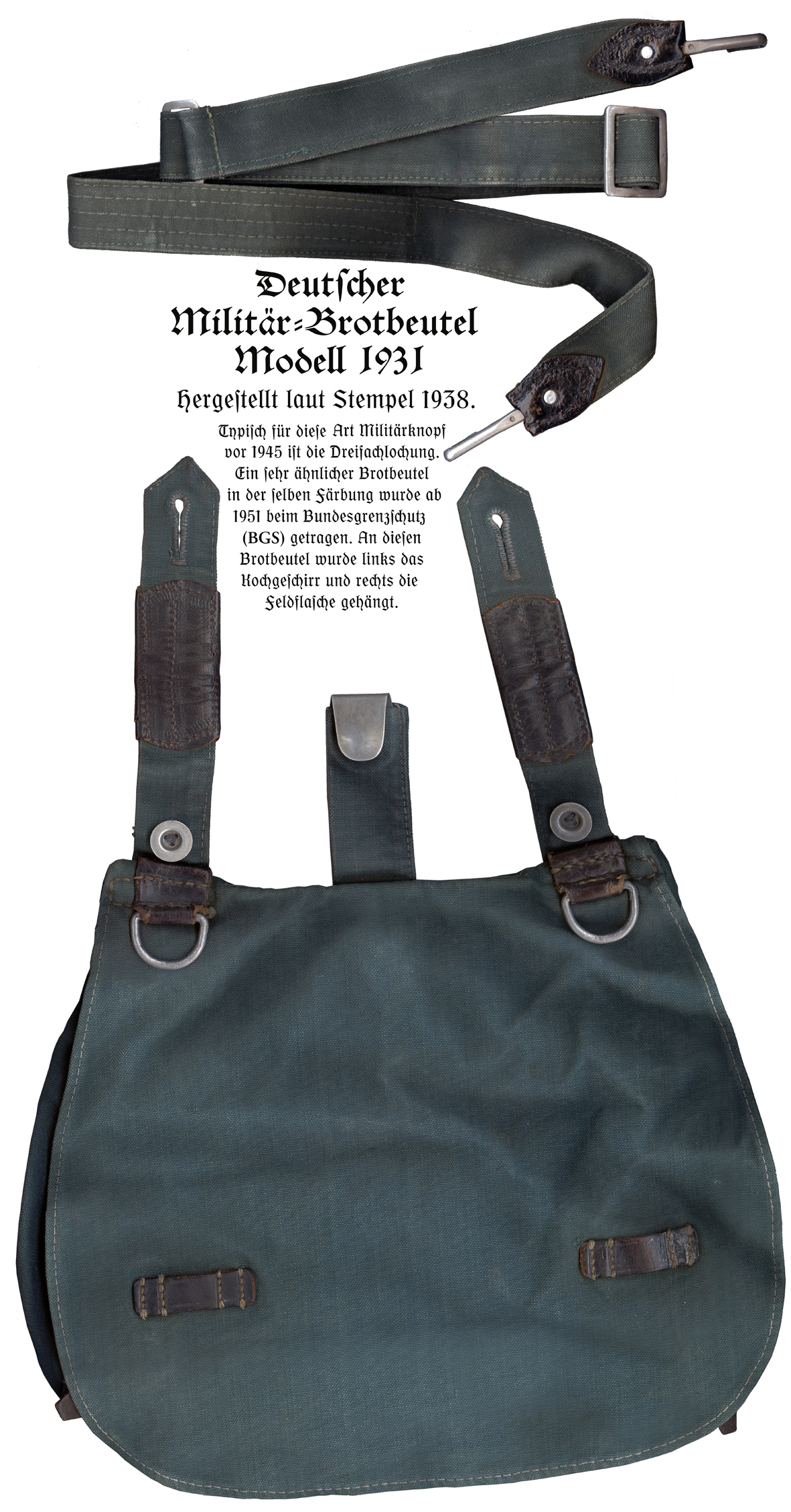
Deutscher Militärbrotbeutel, bereits 1931 in der Reichswehr eingeführt und ab Kriegsbeginn in unzähligen Farbvarianten ausgeliefert

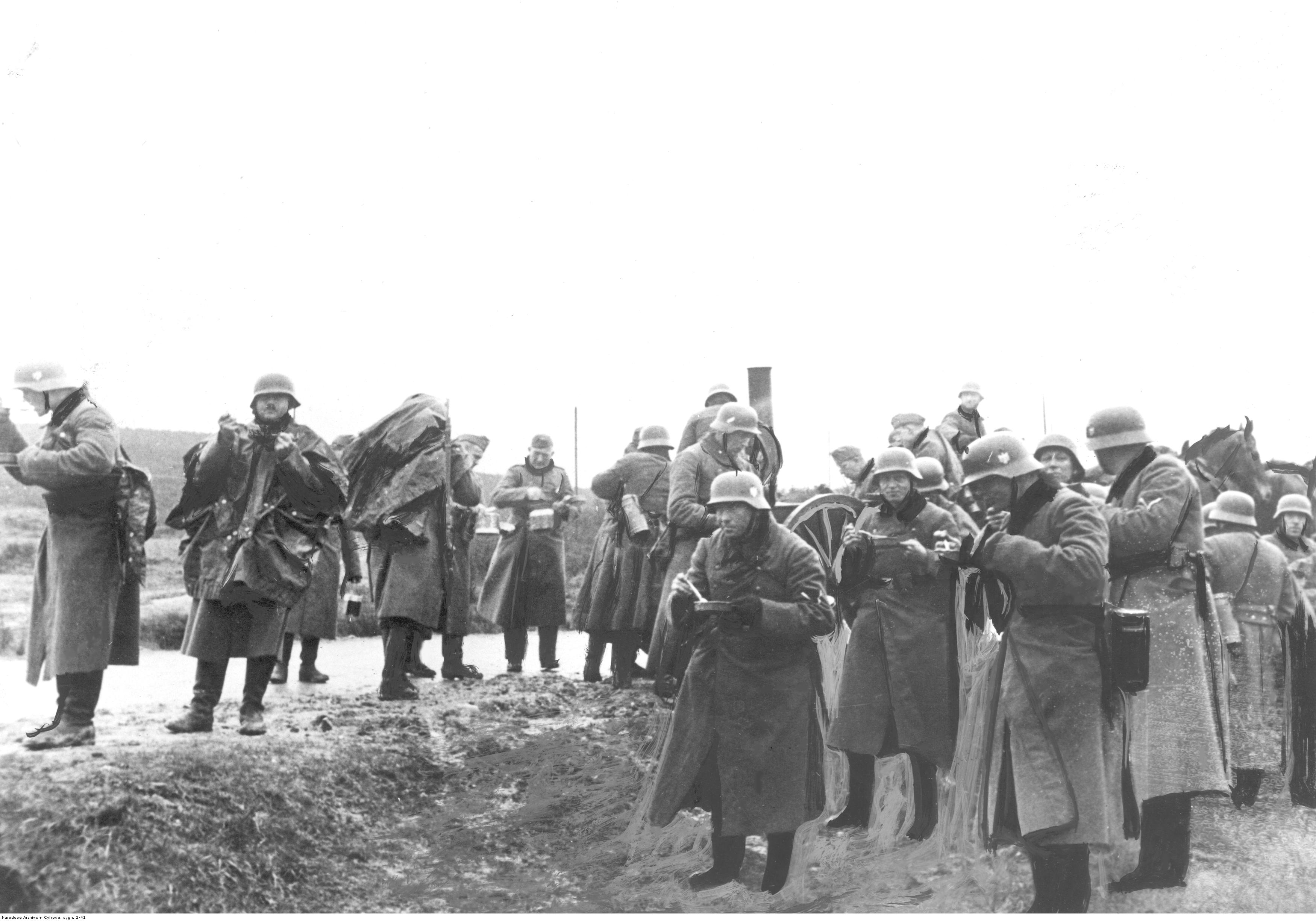
Deutsche Soldaten mit Feldgeschirr im September 1939 in Polen während ihrer Verpflegung

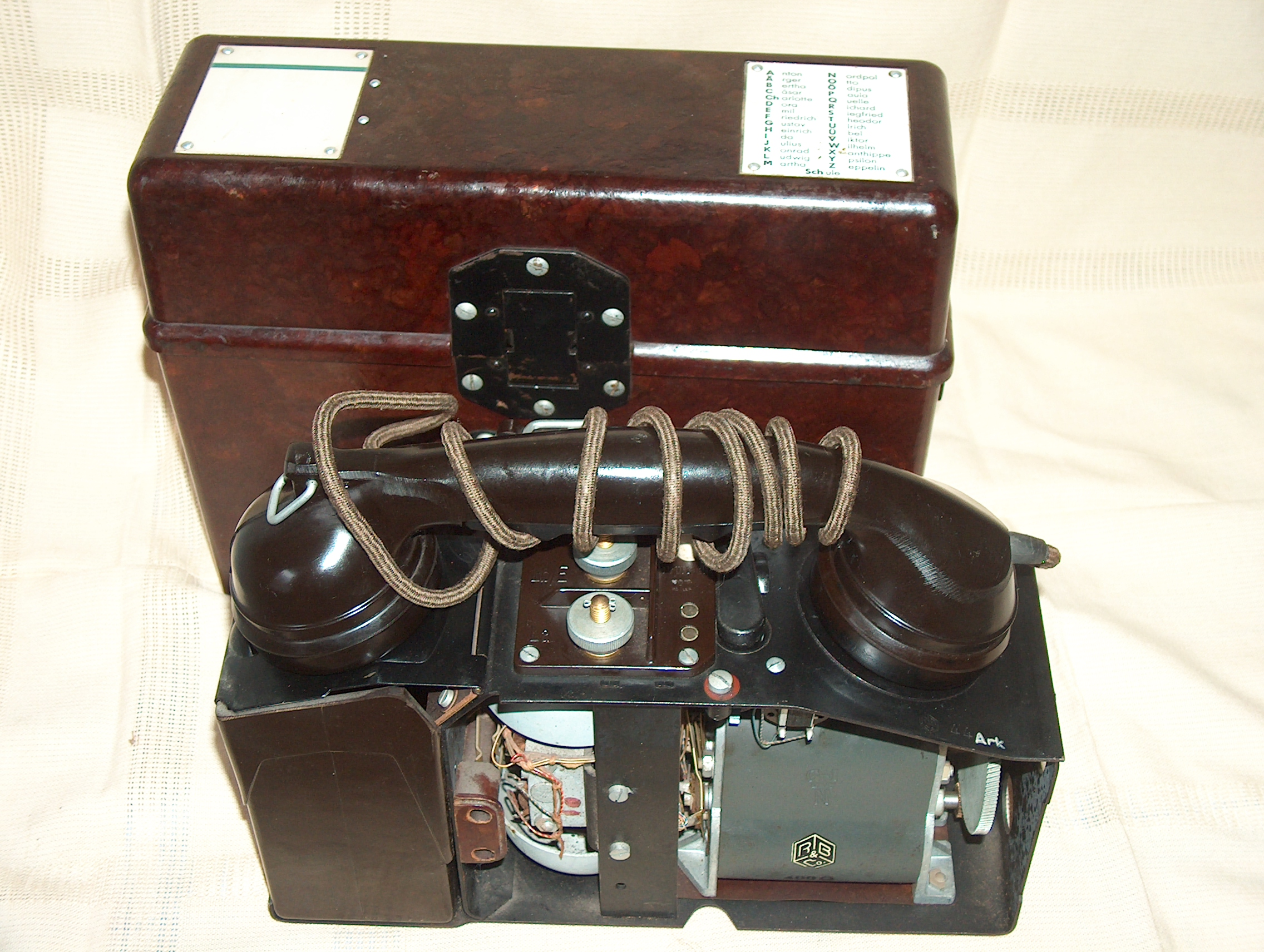
Feldfernsprecher FF33 der deutschen Wehrmacht (1933 entwickelt)

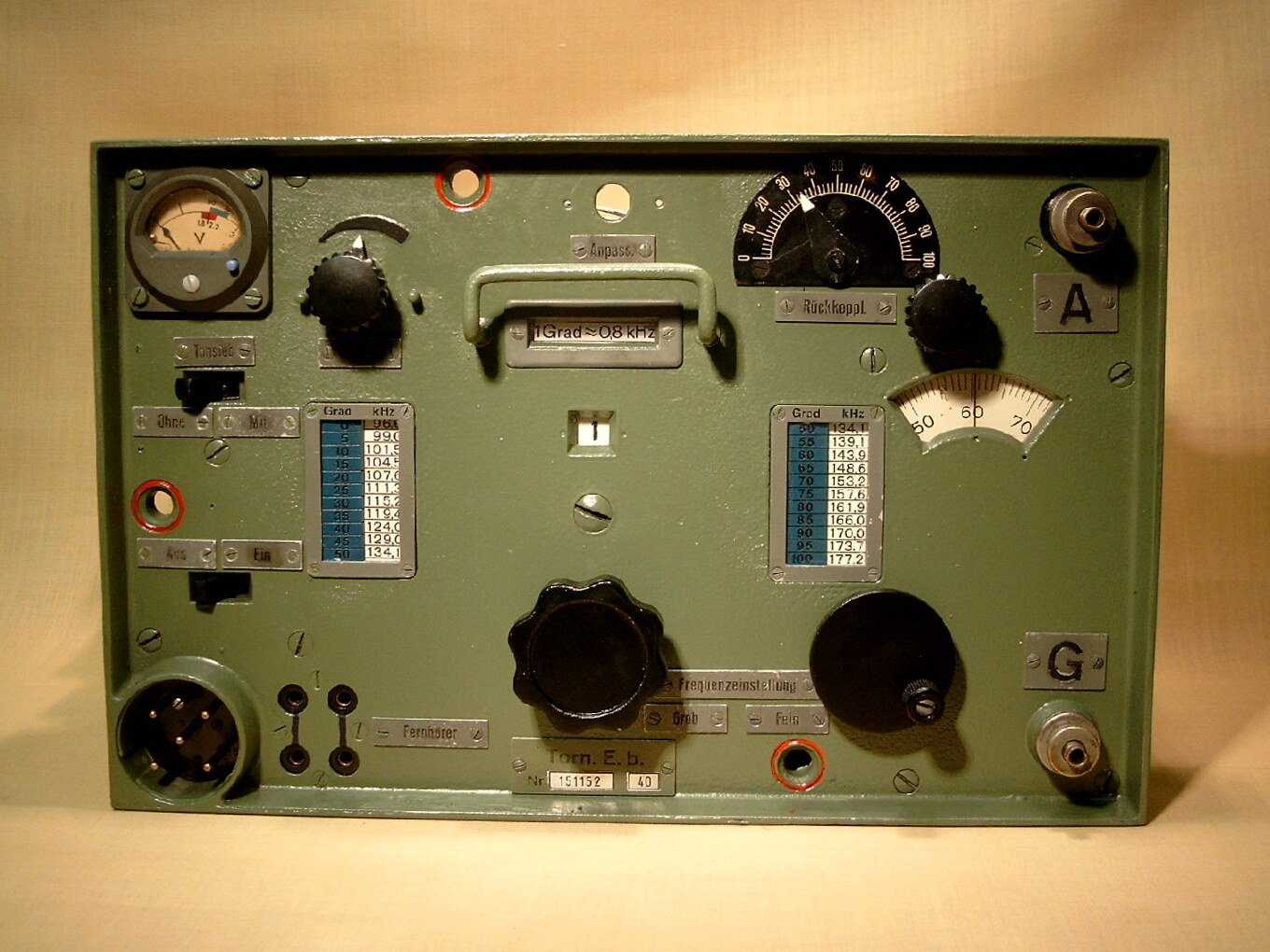
Tornister-Empfänger Berta, Frontansicht

Die Aufrüstung der Wehrmacht verlief in vielen Teilen überstürzt und es wurde kein ausreichendes Augenmerk auf eine für einen langen Krieg notwendige Tiefenrüstung gelegt. Die Erfolge der Blitzkriege führten zu falschen Einschätzungen.

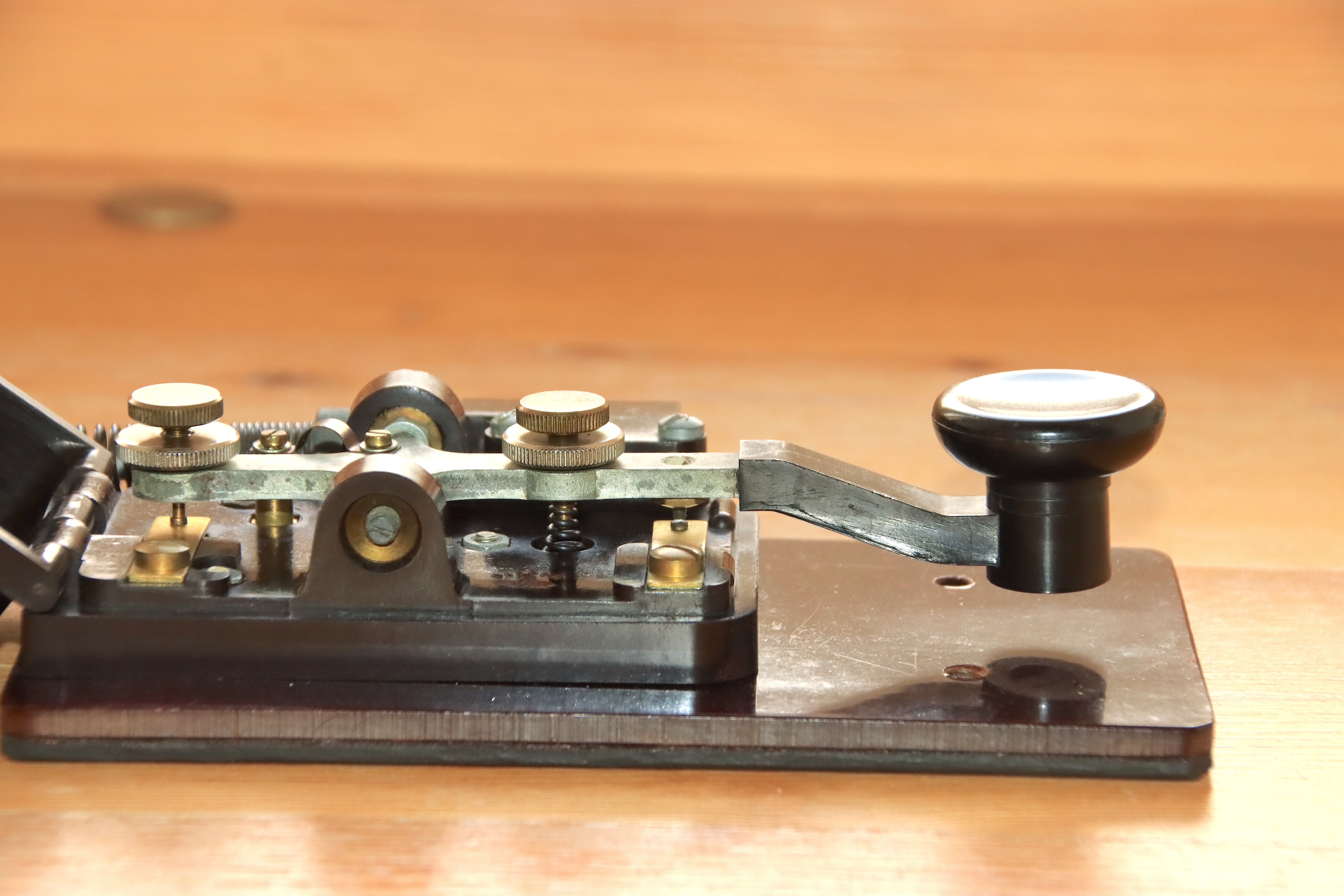
Wehrmacht Morsetaste WaA 376

Die Wehrmacht war anfangs keine Hochtechnologie-Streitmacht. Nur etwa 40 Prozent der Wehrmachteinheiten waren motorisiert. Die übrigen waren pferdebespannt, d. h. der sogenannte „Tross“ (Stäbe, Feldküchen, Nachschub usw.) hatte für den Transport Zugpferde zur Verfügung, die kämpfenden Einheiten gingen zu Fuß und waren teilweise mit Fahrrädern ausgerüstet. Großräumige Verlegungen erfolgten per Eisenbahn. Auch war eine zunehmende Verschlechterung der Ausrüstungsqualität der Kampfeinheiten zu beobachten, je weiter sie hinter den Frontlinien eingesetzt war. So waren Einheiten, die unmittelbar an der Front eingesetzt waren, in größerem Umfang motorisiert und mit neueren Waffen und Kampfgerät ausgestattet, während Einheiten im Hinterland (z. B. zur Partisanenbekämpfung) oft nur über veraltete oder erbeutete Ausrüstung verfügten und selten motorisiert waren.
Der Aufbau einer schlagkräftigen Panzertruppe und Luftwaffe sowie die Ausstattung der Soldaten mit dem Aufputschmittel Pervitin sicherten der Wehrmacht zunächst ihre anfänglichen Blitzkriegserfolge. Die deutschen Panzer der ersten Kriegsjahre waren denen auf alliierter und sowjetischer Seite keineswegs überlegen. Die Wehrmacht verfügte bei ihren Feldzügen gegen Polen und die Westalliierten fast nur über leichte Panzer der Typen I und II, sowie die nach der Besetzung Tschechiens in großer Zahl erbeuteten Panzer 38(t). Diese Modelle waren zwar den meisten vom Gegner ins Feld geführten leichten Panzern ebenbürtig, konnten sich aber schon gegen die mittleren Panzer des Gegners kaum noch behaupten. Im Kampf gegen die schweren Matildas der Briten und Char B1 der Franzosen erwiesen sich die leichten Panzer der Wehrmacht als weitestgehend nutzlos. Dieses Problem betraf jedoch nicht nur die leichten Panzer. Die im internationalen Vergleich relativ leichten und schwach gepanzerten Panzer III und IV wurden in den späten 1930er Jahren entworfen und sollten ihre leichteren Vorgänger nach und nach ersetzen.
Im Vorfeld des Angriffs auf die Sowjetunion bildete der mittlere Kampfpanzer III das Rückgrat der Panzertruppen und sollte vom Panzer IV unterstützt werden. Diese neueren Modelle waren dem Großteil älterer und leichter Panzer der Sowjetarmee überlegen, dem mittleren Kampfpanzer T-34, der ab 1942 in Massen eingesetzt wurde, jedoch unterlegen. Gegen den schweren Kampfpanzer der Sowjetarmee, den KW-1, waren alle in der Vorkriegszeit entworfenen Panzer der Wehrmacht nahezu chancenlos. Hier konnten die deutschen Truppen oft nur durch gute Ausbildung und das Zusammenwirken der Waffengattungen bestehen. Als Ersatz für fehlende wirkungsvolle Kampfpanzer wurden in großer Zahl Sturmgeschütze eingesetzt und vor allem der Panzer IV ständig nachgerüstet. Erst der ab 1942 gebaute Panzerkampfwagen VI Tiger und der ab 1943 eingeführte Panzerkampfwagen V Panther waren den sowjetischen und späteren westalliierten Modellen von vornherein ebenbürtig bzw. überlegen.
Nachteile der Ausrüstung der Wehrmacht konnten durch ihre operativen Vorteile wettgemacht werden. So ermöglichte die deutsche Luftüberlegenheit in der Anfangsphase des Krieges, feindliche Panzeransammlungen durch den Einsatz von Erdkampfflugzeugen zu zerschlagen. Erschwerend wirkte sich für die sowjetische Seite aus, dass die Panzerbesatzungen oftmals schlecht ausgebildet waren und die meisten erfahrenen Kommandeure während der stalinistischen Säuberungen ermordet worden waren. So konnten zahlen- und waffenmäßig überlegene sowjetische Panzer oftmals eingekreist und isoliert werden und ihre Vorteile nicht zur Geltung bringen. Die deutschen Panzer besaßen im Gegensatz zu den sowjetischen Modellen Funkgeräte, was ihre taktische Beweglichkeit vergrößerte. Ähnlich sah es im Frankreichfeldzug von 1940 aus. Frankreich verfügte zwar über mehr und teilweise bessere Panzer als Deutschland, jedoch waren diese nur in kleiner Anzahl (jeweils meist nur etwa fünf Stück) auf viele verschiedene kleinere Truppenteile verteilt. Die französische Armee war noch der Panzertaktik des Ersten Weltkrieges verhaftet, nach der Panzer nur zur Unterstützung der Infanterie eingesetzt wurden.
Mit dem nahezu flächendeckenden Verlust der eigenen Luftüberlegenheit ab etwa 1944 und schließlich fast der gesamten Luftwaffe wurden deutsche Panzer meist aus der Luft zerstört.
Während des Krieges entwickelte die deutsche Rüstungsindustrie für die Wehrmacht revolutionäre Techniken, so zum Beispiel das erste Sturmgewehr, die ersten einsatztauglichen Düsenjäger oder Nachtsichtgeräte. Da viele dieser Neuerungen erst kurz vor Kriegsende einsatzbereit waren, kamen sie spät und nur in geringen Stückzahlen zum Einsatz.
Einzelheiten
- Liste der Handwaffen der Wehrmacht
- Liste von Kettenfahrzeugen der Wehrmacht
- Liste von Luftfahrzeugen der Wehrmacht
- Liste von Radfahrzeugen der Wehrmacht
- Pferde der Wehrmacht
- Liste von Schiffen der Kriegsmarine

### Uniformen

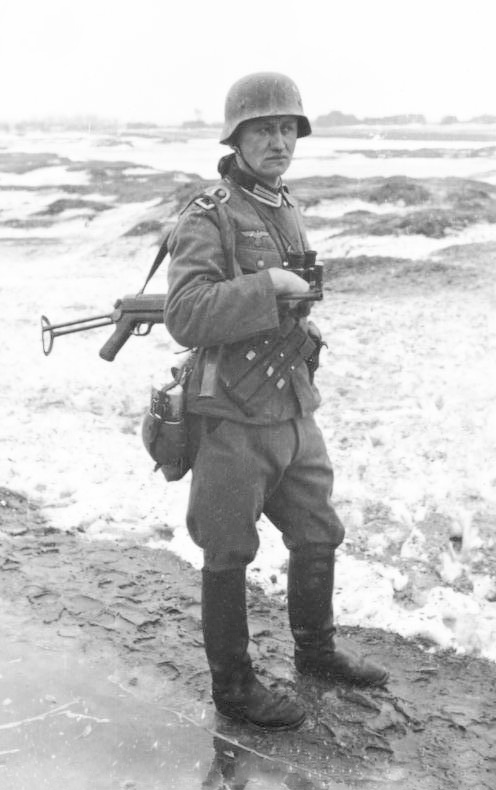
Unterfeldwebel mit Maschinenpistole MP 40 und Fernglas 1941 bei einer Übung (Polen)

Die Uniformen der Wehrmacht wurden zum Teil von der Reichswehr übernommen und von 1935 bis 1945 modernisiert und ersetzt.
Mit Verfügung vom 17. Februar 1934 gab Hitler die Anweisung, zum 1. Mai 1934 das Hoheitszeichen („Hoheitsadler“) an Kopfbedeckung und Uniform einzuführen. Der auf einem gesonderten Stoffstück gewebte bzw. aufgestickte „Brustadler“ wurde auf der rechten Seite der Feldblusen, Matrosenjacken etc. getragen. Für Unteroffiziere waren die Brustadler maschinengestickt, für Offiziere teilweise auch handgestickt, für Generale ab 1942 immer in Gold und handgestickt.
Beim Heer war die Grundfarbe der Uniform Feldgrau, bei der Luftwaffe ein etwas helleres Blaugrau und bei der Marine marineblau. Im Jahr 1944 wurde die Felduniform 44 eingeführt, welche die bisherigen Uniformen des Heeres und der Luftwaffe durch eine einheitliche, bräunliche Uniform ersetzen sollte. Dies wurde bis Kriegsende aber nicht mehr voll umgesetzt.
Es wurden nach Anzugsarten unterschieden (hier die sechs grundlegenden):
- Paradeuniform
- Dienstanzug
- Sportanzug
- Ausgehanzug
- Gesellschaftsanzug
- Tropenanzug

### Auszeichnungen der Wehrmacht

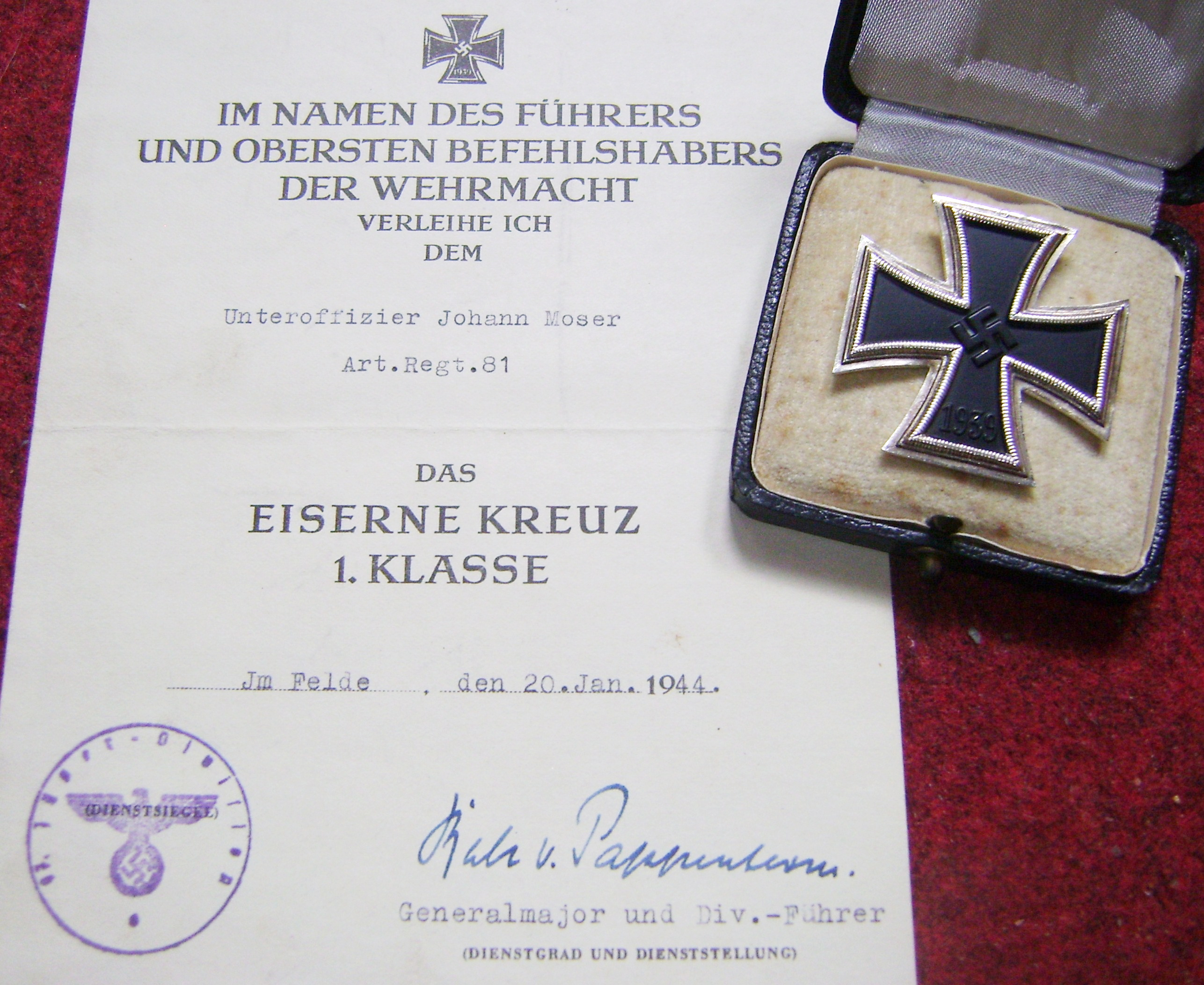
Eisernes Kreuz 1. Klasse mit Verleihungsurkunde

Eine Besonderheit der Wehrmacht war, dass an allen Uniformen (außer beim Sport) die Orden und Ehrenzeichen getragen wurden, auch im Feld. Von 1939 bis 1945 wurden eine Vielzahl von Ehrenzeichen gestiftet, die es in dieser Anzahl im Zweiten Weltkrieg nur im Dritten Reich gab. Nur das Kriegsverdienstkreuz war für Soldaten der rückwärtigen Truppenteile bestimmt. Bewährte Frontkämpfer waren an ihren Orden an der Uniform für alle sofort zu erkennen. Bei einer Untersuchung einer Datenbank zu Mannschaften und Unteroffizieren von Heer, Luftwaffe und Waffen-SS wurden auch 18.536 Datensätze auf die Verleihung von Orden geprüft. Dabei waren auch Mannschaften und Unteroffiziere enthalten, die während des Krieges zu Offizieren befördert wurden und zudem sind die Datensätze für das Kriegsende lückenhaft. Auch Militärorden aus den Ersten Weltkrieg und vor Kriegsbeginn 1939 sind enthalten. Bei den 18.536 Soldaten sind 15.670 Ordensverleihungen dokumentiert, wobei 6.787 Soldaten, gleich 36,12 %, mindestens einen Orden erhielten. Dies ging bis zu einem Soldaten dem 12 Orden verliehen wurden.
Auswahl von Orden der Wehrmacht:
- Dienstauszeichnungen Heer, Kriegsmarine und Luftwaffe
- Spanienkreuz
- Verwundetenabzeichen 1939–1945
- Kriegsverdienstkreuz
- Infanterie-Sturmabzeichen
- Sturmabzeichen
- Eisernes Kreuz 1939–1945
- Ritterkreuz des Eisernen Kreuzes
- Kraftfahrbewährungsabzeichen
- Sonderabzeichen für das Niederkämpfen von Panzerkampfwagen durch Einzelkämpfer
- Deutsches Kreuz
- Ehrenblattspangen 1944–1945
- Medaille Winterschlacht im Osten 1941/42
- Nahkampfspange

Daneben gab es verschiedene Kampf- und Tätigkeitsabzeichen von Heer, Kriegsmarine und Luftwaffe.

## Einschätzung der Wehrmacht durch Historiker
Die Wehrmacht war in der Zeit des Nationalsozialismus im Deutschen Reich als größte Massenorganisation der bedeutendste institutionelle Träger des deutschen Militarismus. Dabei gab es die in vielen Rechtfertigungsschriften nach dem Krieg behauptete große Distanz der Wehrmacht zu Hitler und der NSDAP in der Regel nicht. Zwar verbot das Wehrgesetz den Soldaten, Mitglieder der NSDAP zu werden, aber die Mitgliedschaft neu eintretender Soldaten ruhte lediglich. Die Historiker Christian Streit und Bernhard R. Kroener beziffern den Anteil der NSDAP-Mitglieder bei den Offiziersbewerbern auf 44 Prozent. Ein hoher Anteil stammte aus den Gliederungen der Partei und über die Hälfte der Bewerber waren schon in der Hitlerjugend in Führungsfunktionen sozialisiert.
Der israelische Militärhistoriker Martin van Creveld, der die Kampfkraft der Wehrmacht untersuchte, wobei er dieses Phänomen aus dem politisch-militärischen Gesamtzusammenhang herauslöst und damit isoliert betrachtet, kam zu dem Schluss: „Das deutsche Heer war eine vorzügliche Kampforganisation. Im Hinblick auf Moral, Elan, Truppenzusammenhalt und Elastizität war ihm wahrscheinlich unter den Armeen des zwanzigsten Jahrhunderts keine ebenbürtig.“ Der Potsdamer Historiker Rolf-Dieter Müller kam zu folgendem Urteil: „Im rein militärischen Sinne, also abstrahiert von den Verbrechen und der Stützung des Regimes durch die Wehrmachtführung, kann man in der Tat sagen, dass der Eindruck von einer überlegenen Kampfkraft zu Recht besteht. Die sprichwörtliche Tüchtigkeit war sogar größer als bisher angenommen, weil die Überlegenheit des Gegners wesentlich höher gewesen ist, als dies damals deutsche Offiziere vermuteten. Durch die Auswertung russischer Archivakten ergibt sich in dieser Hinsicht endlich ein klares Bild.“ Zu einem ähnlichen Urteil kam der französische Historiker Philippe Masson (s. u., Bibliographie). Auch Colin Gray bescheinigte der Wehrmacht herausragende Ausbildungsmethoden und Taktiken, stellte diesen aber eine nachlässige Aufklärung und Logistik gegenüber, die mit ihrer „Siegestrunkenheit“ (victory disease) nach ihren Anfangserfolgen in Verbindung stehen.
Der Historiker Florian Schreiner wies darauf hin, dass sich neben dem Mythos der sauberen Wehrmacht weitere Mythen ranken. Er zählte dazu Technikmythen zu Waffensystemen, Ereignismythen wie Stalingrad (der heroische Opfermythos des deutschen Soldaten) und Personenmythen zu erfolgreichen Jagdfliegern, U-Boot-Kommandanten und Truppenführern. Diese Mythen seien häufig miteinander verflochten oder begründen eine kontrafaktische Sichtweise auf die Wehrmacht.
Der deutsche Historiker Sönke Neitzel wies darauf hin, dass die Wehrmacht „eine Armee der Extreme“ gewesen sei. „Ihr verbrecherischer Charakter“, so Neitzel, „war ohne Beispiel in der deutschen Militärgeschichte“, das Gleiche gelte aber auch für ihre militärischen Erfolge und Niederlagen. So sei die US-Armee daran interessiert gewesen, aus den Kämpfen der Wehrmacht gegen die Rote Armee zu lernen. Der Nimbus „einstiger Siege“ sei deswegen im aufkommenden Kalten Krieg auch „ein Türöffner auf dem Weg zur Wiedererlangung der deutschen Souveränität“ gewesen, da die US-Armee studieren wollte, wie man gegen die Rote Armee kämpfte. Eine immer wieder festzustellende Bewunderung auf amerikanischer Seite für die handwerklichen Fähigkeiten der Wehrmacht habe ihren Ursprung in der Beschäftigung mit dem Bewegungskrieg der Wehrmacht gegen die Rote Armee. So lud das United States Army War College noch im Mai 1980 den ehemaligen General der Panzertruppe Hermann Balck (damals 86-jährig) sowie seinen einstigen Chef des Stabes General Friedrich Wilhelm von Mellenthin (damals 75-jährig) zu einem viertägigen Symposium in die USA ein. Die beiden Wehrmachtsgeneräle sollten in einem taktischen Kriegsspiel den Amerikanern ihr Können präsentieren, dabei wurde ihnen das Kommando über die 3. US-Panzerdivision übertragen. Zwar löste US-General Glenn Otis seine Aufgabe mit vergleichsweise weniger Geländeverlust, doch auch der Ansatz von Balck erschien den amerikanischen Offizieren „bedenkenswert“, so Neitzel. Erkenntnisse aus dieser Übung flossen neben anderen Untersuchungen in ein größeres Studienprogramm ein, an dessen Ende das neue AirLand-Battle-Konzept der US-Armee und der NATO stand. Sie verband wesentliche Merkmale der deutschen Kriegsführung des Zweiten Weltkriegs (Beweglichkeit, Initiative) und der US-Streitkräfte (Feuerkraft) mit den technischen Möglichkeiten der 1980er Jahre.

## Wehrmachtsangehörige bei Bundeswehr und Nationaler Volksarmee

### Personelle Kontinuität
Bis 1964 wurden 13.438 Offiziere aller Dienstgrade der Wehrmacht, davon 44 Generale und sechs Admirale, zum Aufbau der Bundeswehr eingestellt. 600 Wiedereinstellungsanträge von früheren Generalen und Stabsoffizieren der Wehrmacht ab dem Dienstrang Major wurden vom Personalgutachterausschuss geprüft. Die Einstellung von 500 dieser Offiziere bejahte der Ausschuss. Matthias Molt kam 2007 zu dem Schluss, die Bedeutung und der Einfluss der Wehrmachtoffiziere auf die Bundeswehr ab 1955/56 sei weitaus größer gewesen als bisher angenommen. Auch die 24.000 1956 eingestellten Unteroffiziere stammten fast alle aus der Wehrmacht, zum Teil auch aus der Waffen-SS.
An Gründung und Aufbau der Nationalen Volksarmee waren ebenfalls Offiziers-, Unteroffiziers- und Mannschaftsgrade der ehemaligen Wehrmacht beteiligt, insbesondere Mitglieder des 1945 aufgelösten Nationalkomitees Freies Deutschland.

### Traditionswürdigkeit
Namentlich Wolf von Baudissin, der 1950 die Himmeroder Denkschrift zum inneren Gefüge der Bundeswehr mit verfasste, setzte sich mit der Traditionswürdigkeit der Wehrmacht  auseinander und verneinte diese. „Die Wehrmacht diente dem nationalsozialistischen Unrechtsregime und war in dessen Verbrechen schuldhaft verstrickt, die in ihrem Ausmaß, in ihrem Schrecken und im Grad ihrer staatlichen Organisation einzigartig in der Geschichte sind. Im Zweiten Weltkrieg wurde sie zu einem Instrument der rassenideologischen Kriegsführung.“ Soldaten im Widerstand gegen Unrecht und Verbrechen der nationalsozialistischen Gewaltherrschaft haben sich jedoch „bis zur letzten Konsequenz bewährt.“ Solche Gewissenstreue gelte es zu bewahren. Einzelne Wehrmachtsangehörige wie Claus Schenk Graf von Stauffenberg  und andere am Attentat vom 20. Juli 1944 Beteiligte können damit seit dem Traditionserlass des damaligen Bundesverteidigungsministers Kai-Uwe von Hassel von 1965 durchaus in das Traditionsgut der Bundeswehr übernommen werden.
Die NVA als solche, die fest in den Warschauer Pakt eingebunden war, ist ebenso wenig traditionswürdig wie die Wehrmacht, wohl aber ausgewählte ehemalige NVA-Angehörige, die 1990 in die Bundeswehr übernommen wurden und zum Gelingen der Deutschen Einheit beigetragen haben.
Für die Aufnahme einzelner Personen in das Traditionsgut der Bundeswehr, etwa bei der Benennung von Kasernen, ist „eine eingehende Einzelfallbetrachtung sowie ein sorgfältiges Abwägen erforderlich. Dieses Abwägen muss die Frage persönlicher Schuld berücksichtigen und eine Leistung zur Bedingung machen, die vorbildlich oder sinnstiftend in die Gegenwart wirkt, etwa die Beteiligung am militärischen Widerstand gegen das NS-Regime oder besondere Verdienste um den Aufbau der Bundeswehr.“
Eine solche Einzellfallbetrachtung nimmt insbesondere die 2017 durch den Generalinspekteur der Bundeswehr gegründete Ansprechstelle für militärhistorischen Rat des Zentrums für Militärgeschichte und Sozialwissenschaften der Bundeswehr (ZMSBw) vor.

### Wehrmachtsjustiz
- Manfred Messerschmidt, Fritz Wüllner: Die Wehrmachtjustiz im Dienste des Nationalsozialismus. Zerstörung einer Legende. Nomos, Baden-Baden 1987, ISBN 3-7890-1466-4.
- Manfred Messerschmidt: Was damals Recht war… NS-Militär- und Strafjustiz im Vernichtungskrieg. Herausgegeben von Wolfram Wette. Klartext, Essen 1996.
- Manfred Messerschmidt: Die Wehrmachtjustiz 1933–1945. Schöningh, Paderborn 2005.
- Wolfram Wette, Detlef Vogel: Das letzte Tabu. NS-Militärjustiz und Kriegsverrat. Aufbau, Berlin 2007, ISBN 978-3-351-02654-7.
- Fritz Wüllner: Die NS-Militärjustiz und das Elend der Geschichtsschreibung. Ein grundlegender Forschungsbericht. Nomos, Baden-Baden 1991, ISBN 3-7890-1833-3.
- Gerd R. Ueberschär (Hrsg.): Hitlers militärische Elite, 2 Bände. Primus-Verlag, Darmstadt 1998.
- Hermine Wüllner (Hg.): „… kann nur der Tod die gerechte Sühne sein“. Todesurteile deutscher Wehrmachtsgerichte. Eine Dokumentation. Nomos, Baden-Baden 1997, ISBN 3-7890-5104-7.

### Verlustzahlen
- Rüdiger Overmans: Deutsche militärische Verluste im Zweiten Weltkrieg. Beiträge zur Militärgeschichte, Band 46. Oldenbourg, München 1999, ISBN 3-486-56332-7. (Zugleich: Freiburg (Breisgau), Universität, Dissertation, 1996).